# Plážový volejbal v Česku
Plážový volejbal v Česku má své začátky historicky spojené s prvními kurty na plážový volejbal, které byly vybudovány v tehdejším Československu v roce 1988 v Brně ve sportovním areálu Káčata a v Odolené Vodě u fotbalového stadiónu. Plážový volejbal byl tehdy brán jako pomoc pro hráče "šestkového" volejbalu, ale postupem času se popularitou tyto sporty vyrovnaly.
První turnaj se na Káčatech odehrál v roce 1989 za účasti 16 dvojic. Pořadí: 1. Palinek a Stejskal, 2. Haník a Zajíček, 3. Adamec a Nejezchleba. Postupně se stavěla další hřiště na Olympu v Praze, v Ústí nad Labem, ve Slavkově u Brna, v Opavě, Bratislavě a následovala stavba areálu pro plážový volejbal na Sokolském koupališti v Brně.

## Historie podrobně
V roce 1991 se rozběhl první okruh turnajů v ČSFR pod názvem Minolta Cup, jednalo se o sérii pěti turnajů (Odolená Voda, Káčata, Praha Stromovka, Slavkov u Brna a bratislavská Patronka), zvítězil Milan Džavoronok s Tomášem Kopsou. V rámci druhého turnaje v Praze byla 22. června 1991 založena Česká a Slovenská asociace beachvolejbalu (ABV), prvním prezidentem byl zvolen Milan Punroch, sekretářem ABV se stal Roman Plch a dalšími členy prvního pětičlenného výboru ABV Jiří Ebert, Milan Šlambor a Zdeněk Václavík. V roce 1992 se konalo první Mistrovství ČSFR v plážovém volejbalu mužů v Brně, vítězi se stali Palinek/Stejskal. Po rozpadu ČSFR zanikla ABV, respektive došlo k její transformaci na Českou ABV beze změn ve vedení. V roce 1993 proběhlo první oficiální mistrovství ČR mužů v plážovém volejbale v Brně, které vyhráli Michal Palinek a Igor Stejskal, ženy se zapojily do okruhu se svým turnajem Beach Cup 93, který vyhrály Cuřínová se Zedníkovou z Prahy. V roce 1994 se pořádalo první oficiální Mistrovství ČR žen. Dne 15. ledna 1994 se asociace ABV začlenila do struktury ČVS. V roce 1995 ČVS pořádala turnaj v Doksech u Máchova jezera jako jeden z pěti turnajů v rámci Mistrovství Evropy, na tomto turnaji skončil pár Milan Džavoronok/Václav Fika na prvním místě a celkově se v rámci ME umístili na 2. místě. V roce 2008 pořádala ČVS první turnaj světové série (WT) v České republice v Praze na Štvanici – „Prague Open“, písek z tohoto turnaje byl použit na založení největšího českého areálu BK Ládví. V roce 2023 byl počet členů ČVS 54 113 členů.

### Nejdůležitější data v historii plážového volejbalu v Česku
- 1989 – první turnaje v plážovém volejbale na území Československé federace
- 1991 – první okruh turnajů (ČSFR)
- 22.6.1991 – založení České a Slovenské asociace beach volejbalu (ABV)
- 1992 – první oficiální Mistrovství ČSFR
- 1993 – první oficiální Mistrovství České republiky mužů
- 15. ledna 1994 – začlenění ABV do struktur Českého volejbalového svazu
- 1994 – první oficiální Mistrovství České republiky žen
- 1995 – první mezinárodní turnaj pořádán ČVS v rámci okruhu Mistrovství Evropy v Doksech u Máchova jezera
- 1996 – titul mistryň Evropy získávají Eva Celbová-Ryšavá/Soňa Dosoudilová-Nováková
- 1996 – titul mistrů Evropy získávají Michal Palinek/Marek Pakosta
- 1998 – Eva Celbová-Ryšavá vyhlášena královnou beach volejbalu pro rok 1998
- 1999 – vznikl areál pro plážový volejbal na "Sokoláku" v Brně
- 2004 – dokončeny kurty na Pankráci v Praze (8 kurtů)
- 2012 – na OH v Londýně končí pár Kristýna Hoidarová-Kolocová/Markéta Nausch-Sluková na pátém místě
- 2022 – druhé místo na Mistrovství Evropy získávají Ondřej Perušič/David Schweiner
- 2023 – titul Mistrů Světa získávají Ondřej Perušič/David Schweiner

## Domácí výsledky

### Výsledky Mistrovství České republiky – Ženy
| Rok  | Ženy                                                  | Ženy                                          | Ženy                                                      |
| ---- | ----------------------------------------------------- | --------------------------------------------- | --------------------------------------------------------- |
| Rok  | Zlato                                                 | Stříbro                                       | Bronz                                                     |
| 1992 | Mistrovství žen nebylo pořádáno                       | Mistrovství žen nebylo pořádáno               | Mistrovství žen nebylo pořádáno                           |
| 1993 | Michaela Cuřínová Eva Zedníková                       | Miroslava Petrová Oldřiška Václavíková        | Eva Palinková Miroslava Šimková                           |
| 1994 | Eva Celbová-Ryšavá Soňa Dosoudilová-Nováková          | Martina Hudcová Dolores Štorková              | Michaela Cuřínová Eva Zedníková                           |
| 1995 | Martina Hudcová Dolores Štorková                      | Michaela Cuřínová Eva Krčová                  | Tereza Dobrovolná Tereza Tobiášová                        |
| 1996 | Martina Hudcová Tereza Tobiášová                      | Eva Celbová-Ryšavá Soňa Dosoudilová-Nováková  | Radana Foltýnová Zdeňka Mocová                            |
| 1997 | Martina Hudcová Tereza Tobiášová                      | Eva Celbová-Ryšavá Soňa Dosoudilová-Nováková  | Jaroslava Bajerová Kateřina Moudrá                        |
| 1998 | Eva Celbová-Ryšavá Soňa Dosoudilová-Nováková          | Martina Hudcová Tereza Tobiášová              | Romana Jedličková Lucie Růžková                           |
| 1999 | Eva Celbová-Ryšavá Soňa Dosoudilová-Nováková          | Lenka Felbábová-Háječková Markéta Tychnová    | Romana Jedličková Lucie Růžková                           |
| 2000 | Soňa Dosoudilová-Nováková Lenka Felbábová-Háječková   | Martina Hudcová Tereza Tobiášová              | Romana Jedličková Lucie Růžková                           |
| 2001 | Eva Celbová-Ryšavá Soňa Dosoudilová-Nováková          | Marica Těknědžjanová-Bendová Tereza Tobiášová | Lenka Felbábová-Háječková Lucie Švarcová                  |
| 2002 | Eva Celbová-Ryšavá Soňa Dosoudilová-Nováková          | Marica Těknědžjanová-Bendová Tereza Tobiášová | Lenka Felbábová-Háječková Michaela Maixnerová             |
| 2003 | Eva Celbová-Ryšavá Soňa Dosoudilová-Nováková          | Lenka Felbábová-Háječková Petra Novotná       | Kateřina Tychnová Markéta Tychnová                        |
| 2004 | Eva Celbová-Ryšavá Soňa Dosoudilová-Nováková          | Hana Klapalová-Skalníková Tereza Petrová      | Martina Hudcová Tereza Tobiášová                          |
| 2005 | Hana Klapalová-Skalníková Tereza Petrová              | Šárka Nakládalová Tereza Tobiášová            | Lenka Felbábová-Háječková Petra Novotná                   |
| 2006 | Lenka Felbábová-Háječková Petra Novotná               | Šárka Nakládalová Tereza Tobiášová            | Hana Klapalová-Skalníková Tereza Petrová                  |
| 2007 | Soňa Dosoudilová-Nováková Martina Šmídová             | Kateřina Tychnová Markéta Tychnová            | Tereza Petrová Eva Celbová-Ryšavá                         |
| 2008 | Lenka Felbábová-Háječková Petra Novotná               | Hana Klapalová-Skalníková Tereza Petrová      | Soňa Dosoudilová-Nováková Tereza Tobiášová                |
| 2009 | Lenka Felbábová-Háječková Soňa Dosoudilová-Nováková   | Hana Klapalová-Skalníková Tereza Petrová      | Markéta Tychnová Eva Weissová                             |
| 2010 | Lenka Felbábová-Háječková Hana Klapalová-Skalníková   | Soňa Dosoudilová-Nováková Tereza Tobiášová    | Kristýna Hoidarová-Kolocová Markéta Nausch-Sluková        |
| 2011 | Kristýna Hoidarová-Kolocová Markéta Nausch-Sluková    | Soňa Dosoudilová-Nováková Tereza Tobiášová    | Michala Kvapilová-Frank Šárka Žídová                      |
| 2012 | Karolína Řeháčková Michaela Vorlová                   | Šárka Nakládalová Klára Zelinková             | Dana Bláhová Adéla Machová                                |
| 2013 | Martina Bonnerová-Williams Barbora Hermannová         | Soňa Dosoudilová-Nováková Tereza Tobiášová    | Patricia Missottenová-Voznicová Hana Klapalová-Skalníková |
| 2014 | Kristýna Hoidarová-Kolocová Markéta Nausch-Sluková    | Martina Bonnerová-Williams Barbora Hermannová | Lenka Felbábová-Háječková Karolína Řeháčková              |
| 2015 | Hana Klapalová-Skalníková Kristýna Hoidarová-Kolocová | Vendula Haragová Michaela Formánková          | Eliška Gálová-Davidová Šárka Nakládalová                  |
| 2016 | Kristýna Hoidarová-Kolocová Michala Kvapilová-Frank   | Šárka Nakládalová Hana Klapalová-Skalníková   | Martina Jakubšová Michaela Mokrohajská                    |
| 2017 | Kristýna Hoidarová-Kolocová Michala Kvapilová-Frank   | Markéta Nausch-Sluková Barbora Hermannová     | Martina Bonnerová-Williams Šárka Nakládalová              |
| 2018 | Michaela Kubíčková Michala Kvapilová-Frank            | Daniela Resová-Mokrá Tereza Kotlasová         | Marie-Sára Štochlová Martina Maixnerová                   |
| 2019 | Markéta Nausch-Sluková Barbora Hermannová             | Michaela Kubíčková Michala Kvapilová-Frank    | Martina Bonnerová-Williams Martina Maixnerová             |
| 2020 | Markéta Nausch-Sluková Barbora Hermannová             | Marie-Sára Štochlová Martina Maixnerová       | Miroslava Dunárová Daniela Resová-Mokrá                   |
| 2021 | Marie-Sára Štochlová Martina Bonnerová-Williams       | Michaela Břínková Anna Širůčková              | Miroslava Dunárová Daniela Resová-Mokrá                   |
| 2022 | Anna Pospíšilová Martina Bonnerová-Williams           | Marie-Sára Štochlová Barbora Hermannová       | Miroslava Dunárová Daniela Resová-Mokrá                   |
| 2023 | Marie-Sára Štochlová Barbora Hermannová               | Markéta Nausch-Sluková Karin Žolnerčíková     | Markéta Svozilová Kylie Neuschaeferová                    |
| 2024 | Marie-Sára Štochlová Barbora Hermannová               | Miroslava Dunárová Daniela Resová-Mokrá       | Magdalena Dostálová-Černá Andrea Lorenzová                |

### Medailová tabulka – Mistrovství České republiky – Ženy
| #  | Jméno                           | Zlato | Stříbro | Bronz | Celkem |
| -- | ------------------------------- | ----- | ------- | ----- | ------ |
| 1  | Soňa Dosoudilová-Nováková       | 10    | 5       | 1     | 16     |
| 2  | Tereza Tobiášová                | 2     | 9       | 3     | 14     |
| 3  | Lenka Felbábová-Háječková       | 5     | 2       | 4     | 11     |
| 4  | Eva Celbová-Ryšavá              | 7     | 2       | 1     | 10     |
| 5  | Hana Klapalová-Skalníková       | 3     | 4       | 2     | 9      |
| 6  | Barbora Hermannová              | 5     | 3       | 0     | 8      |
| 7  | Markéta Nausch-Sluková          | 4     | 2       | 1     | 7      |
| 8  | Martina Hudcová                 | 3     | 3       | 1     | 7      |
| 9  | Kristýna Hoidarová-Kolocová     | 5     | 0       | 1     | 6      |
| 10 | Marie-Sára Štochlová            | 3     | 2       | 1     | 6      |
| 11 | Martina Bonnerová-Williams      | 3     | 1       | 2     | 6      |
| 12 | Tereza Petrová                  | 1     | 3       | 2     | 6      |
| 13 | Šárka Nakládalová               | 0     | 4       | 2     | 6      |
| 14 | Daniela Resová-Mokrá            | 0     | 2       | 3     | 5      |
| 15 | Michala Kvapilová-Frank         | 3     | 1       | 1     | 5      |
| 16 | Petra Novotná                   | 2     | 1       | 1     | 4      |
| 17 | Markéta Tychnová                | 0     | 2       | 2     | 4      |
| 18 | Miroslava Dunárová              | 0     | 1       | 3     | 4      |
| 19 | Michaela Cuřínová               | 1     | 1       | 1     | 3      |
| 20 | Martina Maixnerová              | 0     | 1       | 2     | 3      |
| 21 | Lucie Růžková                   | 0     | 0       | 3     | 3      |
| 22 | Romana Jedličková               | 0     | 0       | 3     | 3      |
| 23 | Dolores Štorková                | 1     | 1       | 0     | 2      |
| 24 | Michaela Kubíčková              | 1     | 1       | 0     | 2      |
| 25 | Eva Zedníková                   | 1     | 0       | 1     | 2      |
| 26 | Karolína Řeháčková              | 1     | 0       | 1     | 2      |
| 27 | Marica Těknědžjanová-Bendová    | 0     | 2       | 0     | 2      |
| 28 | Kateřina Tychnová               | 0     | 1       | 1     | 2      |
| 29 | Anna Pospíšilová                | 1     | 0       | 0     | 1      |
| 30 | Martina Šmídová                 | 1     | 0       | 0     | 1      |
| 31 | Michaela Vorlová                | 1     | 0       | 0     | 1      |
| 32 | Anna Širůčková                  | 0     | 1       | 0     | 1      |
| 33 | Eva Krčová                      | 0     | 1       | 0     | 1      |
| 34 | Karin Žolnerčíková              | 0     | 1       | 0     | 1      |
| 35 | Klára Zelinková                 | 0     | 1       | 0     | 1      |
| 36 | Michaela Břínková               | 0     | 1       | 0     | 1      |
| 37 | Michaela Formánková             | 0     | 1       | 0     | 1      |
| 38 | Miroslava Petrová               | 0     | 1       | 0     | 1      |
| 39 | Oldřiška Václavíková            | 0     | 1       | 0     | 1      |
| 40 | Tereza Kotlasová                | 0     | 1       | 0     | 1      |
| 41 | Vendula Haragová                | 0     | 1       | 0     | 1      |
| 42 | Adéla Machová                   | 0     | 0       | 1     | 1      |
| 43 | Andrea Lorenzová                | 0     | 0       | 1     | 1      |
| 44 | Dana Bláhová                    | 0     | 0       | 1     | 1      |
| 45 | Eliška Gálová-Davidová          | 0     | 0       | 1     | 1      |
| 46 | Eva Palinková                   | 0     | 0       | 1     | 1      |
| 47 | Eva Weissová                    | 0     | 0       | 1     | 1      |
| 48 | Jaroslava Bajerová              | 0     | 0       | 1     | 1      |
| 49 | Kateřina Moudrá                 | 0     | 0       | 1     | 1      |
| 50 | Kylie Neuschaeferová            | 0     | 0       | 1     | 1      |
| 51 | Lucie Švarcová                  | 0     | 0       | 1     | 1      |
| 52 | Magdalena Dostálová-Černá       | 0     | 0       | 1     | 1      |
| 53 | Markéta Svozilová               | 0     | 0       | 1     | 1      |
| 54 | Martina Jakubšová               | 0     | 0       | 1     | 1      |
| 55 | Michaela Maixnerová             | 0     | 0       | 1     | 1      |
| 56 | Michaela Mokrohajská            | 0     | 0       | 1     | 1      |
| 57 | Miroslava Šimková               | 0     | 0       | 1     | 1      |
| 58 | Patricia Missottenová-Voznicová | 0     | 0       | 1     | 1      |
| 59 | Radana Foltýnová                | 0     | 0       | 1     | 1      |
| 60 | Šárka Žídová                    | 0     | 0       | 1     | 1      |
| 61 | Tereza Dobrovolná               | 0     | 0       | 1     | 1      |
| 62 | Zdeňka Mocová                   | 0     | 0       | 1     | 1      |

### Výsledky Mistrovství České republiky – Muži
| Rok  | Muži                            | Muži                             | Muži                             |
| ---- | ------------------------------- | -------------------------------- | -------------------------------- |
| Rok  | Zlato                           | Stříbro                          | Bronz                            |
| 1992 | Michal Palinek Igor Stejskal    | František Bartoň Ondřej Koudelka | Tomáš Hovorka Dušan Zajíček      |
| 1993 | Michal Palinek Igor Stejskal    | Milan Džavoronok Marek Pakosta   | Jan Beneš Pavel Holčík           |
| 1994 | Michal Palinek Igor Stejskal    | Milan Džavoronok Marek Pakosta   | František Bartoň Ondřej Koudelka |
| 1995 | Milan Džavoronok Václav Fikar   | Marek Pakosta Michal Palinek     | František Bartoň Ondřej Koudelka |
| 1996 | Petr Chromý Igor Stejskal       | Milan Džavoronok Václav Fikar    | Přemysl Kubala Mikuláš Látečka   |
| 1997 | Milan Džavoronok Marek Pakosta  | Josef Beneš Petr Beneš           | Přemysl Kubala Michal Palinek    |
| 1998 | Petr Chromý Igor Stejskal       | Přemysl Kubala Michal Palinek    | Milan Džavoronok Marek Pakosta   |
| 1999 | Petr Chromý Dalibor Luska       | Josef Beneš Petr Beneš           | Milan Džavoronok Igor Stejskal   |
| 2000 | Milan Džavoronok Marek Pakosta  | Martin Lébl Michal Palinek       | Petr Chromý Přemysl Kubala       |
| 2001 | Petr Chromý Igor Stejskal       | Tomáš John Vladek Pavelka        | Michal Palinek Stanislav Pochop  |
| 2002 | Josef Beneš Igor Stejskal       | Michal Palinek Štěpán Smrčka     | Jaroslav Malčík Stanislav Pochop |
| 2003 | Michal Palinek Štěpán Smrčka    | Michal Bíza Martin Klapal        | Jaroslav Pavlas Marek Šimko      |
| 2004 | Michal Bíza Igor Stejskal       | Michal Palinek Štěpán Smrčka     | Jaroslav Pavlas Miroslav Svoboda |
| 2005 | Josef Beneš Petr Beneš          | Michal Bíza Igor Stejskal        | Jaroslav Pavlas Miroslav Svoboda |
| 2006 | Michal Bíza Miroslav Svoboda    | Robert Kufa Pavel Rotrekl        | Josef Beneš Petr Beneš           |
| 2007 | Přemysl Kubala Jaroslav Pavlas  | Michal Bíza Martin Lébl          | Pavel Kolář Martin Tichý         |
| 2008 | Petr Beneš Martin Tichý         | Michal Bíza Miroslav Svoboda     | David Kufa Robert Kufa           |
| 2009 | Petr Beneš Přemysl Kubala       | Jan Dumek Martin Tichý           | Jaroslav Pavlas Miroslav Svoboda |
| 2010 | Petr Beneš Přemysl Kubala       | Michal Bíza Robert Kufa          | Jan Dumek Martin Tichý           |
| 2011 | Jan Dumek Martin Tichý          | Petr Beneš Přemysl Kubala        | David Kufa Robert Kufa           |
| 2012 | Petr Beneš Přemysl Kubala       | Jan Dumek Martin Tichý           | Jaroslav Pavlas Miroslav Svoboda |
| 2013 | Jan Hadrava Robert Kufa         | Jan Dumek Přemysl Kubala         | Pavel Rotrekl Martin Tichý       |
| 2014 | Jan Hadrava Přemysl Kubala      | Martin Lébl Martin Tichý         | Martin David Ondřej Přidal       |
| 2015 | David Kufa David Lenc           | Robert Kufa Jan Dumek            | Petr Beneš Michal Bíza           |
| 2016 | Jindřich Weiss Martin Tichý     | Petr Beneš Přemysl Kubala        | Ondřej Perušič David Schweiner   |
| 2017 | Martin Pihera Marcel Mysliveček | Ondřej Perušič David Schweiner   | Václav Berčík Jan Dumek          |
| 2018 | Ondřej Perušič Jan Vodička      | Jindřich Weiss Martin Tichý      | Václav Berčík Jan Dumek          |
| 2019 | David Lenc Filip Habr           | Václav Berčík Jan Dumek          | Jindřich Weiss Martin Tichý      |
| 2020 | Ondřej Perušič David Schweiner  | Václav Berčík Jan Dumek          | Jakub Šépka Tomáš Semerád        |
| 2021 | Ondřej Perušič David Schweiner  | Adam Waber Robert Kufa           | Václav Berčík Tadeáš Trousil     |
| 2022 | Jakub Šépka Tomáš Semerád       | Tadeáš Trousil Jindřích Zavadil  | Václav Berčík Matyáš Džavoronok  |
| 2023 | Ondřej Perušič David Schweiner  | Kryštof Jan Oliva Václav Kurka   | Jakub Šépka Tomáš Semerád        |
| 2024 | Ondřej Perušič Tadeáš Trousil   | Jan Dumek Matyáš Džavoronok      | Matyáš Ježek Adam Waber          |

### Medailová tabulka – Mistrovství České republiky – Muži
| #  | Jméno             | Zlato | Stříbro | Bronz | Celkem |
| -- | ----------------- | ----- | ------- | ----- | ------ |
| 1  | Přemysl Kubala    | 5     | 4       | 4     | 13     |
| 2  | Michal Palinek    | 4     | 5       | 3     | 12     |
| 3  | Petr Beneš        | 5     | 4       | 2     | 11     |
| 4  | Martin Tichý      | 3     | 4       | 4     | 11     |
| 5  | Jan Dumek         | 1     | 7       | 3     | 11     |
| 6  | Igor Stejskal     | 8     | 1       | 1     | 10     |
| 7  | Michal Bíza       | 2     | 5       | 1     | 8      |
| 8  | Ondřej Perušič    | 5     | 1       | 1     | 7      |
| 9  | Milan Džavoronok  | 3     | 3       | 1     | 7      |
| 10 | Robert Kufa       | 1     | 4       | 2     | 7      |
| 11 | Miroslav Svoboda  | 1     | 1       | 4     | 6      |
| 12 | Jaroslav Pavlas   | 1     | 0       | 5     | 6      |
| 13 | Václav Berčík     | 0     | 2       | 4     | 6      |
| 14 | Petr Chromý       | 4     | 0       | 1     | 5      |
| 15 | David Schweiner   | 3     | 1       | 1     | 5      |
| 16 | Marek Pakosta     | 2     | 3       | 0     | 5      |
| 17 | Josef Beneš       | 2     | 2       | 1     | 5      |
| 18 | Štěpán Smrčka     | 1     | 2       | 0     | 3      |
| 19 | Jindřich Weiss    | 1     | 1       | 1     | 3      |
| 20 | Tadeáš Trousil    | 1     | 1       | 1     | 3      |
| 21 | David Kufa        | 1     | 0       | 2     | 3      |
| 22 | Jakub Šépka       | 1     | 0       | 2     | 3      |
| 23 | Tomáš Semerád     | 1     | 0       | 2     | 3      |
| 24 | Martin Lébl       | 0     | 3       | 0     | 3      |
| 25 | František Bartoň  | 0     | 1       | 2     | 3      |
| 26 | Ondřej Koudelka   | 0     | 1       | 2     | 3      |
| 27 | David Lenc        | 2     | 0       | 0     | 2      |
| 28 | Jan Hadrava       | 2     | 0       | 0     | 2      |
| 29 | Václav Fikar      | 1     | 1       | 0     | 2      |
| 30 | Adam Waber        | 0     | 1       | 1     | 2      |
| 31 | Matyáš Džavoronok | 0     | 1       | 1     | 2      |
| 32 | Pavel Rotrekl     | 0     | 1       | 1     | 2      |
| 33 | Stanislav Pochop  | 0     | 0       | 2     | 2      |
| 34 | Dalibor Luska     | 1     | 0       | 0     | 1      |
| 35 | Filip Habr        | 1     | 0       | 0     | 1      |
| 36 | Jan Vodička       | 1     | 0       | 0     | 1      |
| 37 | Marcel Mysliveček | 1     | 0       | 0     | 1      |
| 38 | Martin Pihera     | 1     | 0       | 0     | 1      |
| 39 | Jindřích Zavadil  | 0     | 1       | 0     | 1      |
| 40 | Kryštof Jan Oliva | 0     | 1       | 0     | 1      |
| 41 | Martin Klapal     | 0     | 1       | 0     | 1      |
| 42 | Tomáš John        | 0     | 1       | 0     | 1      |
| 43 | Václav Kurka      | 0     | 1       | 0     | 1      |
| 44 | Vladek Pavelka    | 0     | 1       | 0     | 1      |
| 45 | Dušan Zajíček     | 0     | 0       | 1     | 1      |
| 46 | Jan Beneš         | 0     | 0       | 1     | 1      |
| 47 | Jaroslav Malčík   | 0     | 0       | 1     | 1      |
| 48 | Marek Šimko       | 0     | 0       | 1     | 1      |
| 49 | Martin David      | 0     | 0       | 1     | 1      |
| 50 | Matyáš Ježek      | 0     | 0       | 1     | 1      |
| 51 | Mikuláš Látečka   | 0     | 0       | 1     | 1      |
| 52 | Ondřej Přidal     | 0     | 0       | 1     | 1      |
| 53 | Pavel Holčík      | 0     | 0       | 1     | 1      |
| 54 | Pavel Kolář       | 0     | 0       | 1     | 1      |
| 55 | Tomáš Hovorka     | 0     | 0       | 1     | 1      |

## Reprezentační výsledky

### Mistrovství světa
| Edice  | Rok                                   | Město                                         | Stát                                  | Tým                                      | Umístění                              |
| ------ | ------------------------------------- | --------------------------------------------- | ------------------------------------- | ---------------------------------------- | ------------------------------------- |
| 1      | 1997                                  | Los Angeles                                   | USA                                   | Dosoudilová-Nováková/Celbová-Ryšavá      | 9. místo                              |
| 1      | 1997                                  | Los Angeles                                   | USA                                   | Hudcová/Tobiášová                        | 17. místo                             |
| 1      | 1997                                  | Los Angeles                                   | USA                                   | Palinek/Kubala                           | 17. místo                             |
| 1      | 1997                                  | Los Angeles                                   | USA                                   | Stejskal/Chromý                          | 41. místo                             |
| 1      | 1997                                  | Los Angeles                                   | USA                                   | Pakosta/Džavoronok                       | 41. místo                             |
| 2      | 1999                                  | Marseille                                     | Francie                               | Dosoudilová-Nováková/Celbová-Ryšavá      | 17. místo                             |
| 2      | 1999                                  | Marseille                                     | Francie                               | Hudcová/Tobiášová                        | 25. místo                             |
| 2      | 1999                                  | Marseille                                     | Francie                               | Palinek/Lébl                             | 41. místo                             |
| 2      | 1999                                  | Marseille                                     | Francie                               | Pakosta/Kubala                           | 41. místo                             |
| 2      | 1999                                  | Marseille                                     | Francie                               | Stejskal/Džavoronok                      | 33. místo                             |
| 3      | 2001                                  | Klagenfurt - Maria Wörth - Velden             | Rakousko                              | Dosoudilová-Nováková/Celbová-Ryšavá      | 3. místo                              |
| 3      | 2001                                  | Klagenfurt - Maria Wörth - Velden             | Rakousko                              | Tobiášová/Těknědžjanová-Bendová          | 17. místo                             |
| 3      | 2001                                  | Klagenfurt - Maria Wörth - Velden             | Rakousko                              | Stejskal/Chromý                          | 33. místo                             |
| 3      | 2001                                  | Klagenfurt - Maria Wörth - Velden             | Rakousko                              | Palinek/Pochop                           | 33. místo                             |
| 4      | 2003                                  | Rio de Janeiro                                | Brazílie                              | Dosoudilová-Nováková/Celbová-Ryšavá      | 9. místo                              |
| 5      | 2005                                  | Berlín                                        | Německo                               | bez účasti                               |                                       |
| 6      | 2007                                  | Gstaad                                        | Švýcarsko                             | Dosoudilová-Nováková/Celbová-Ryšavá      | 37. místo                             |
| 6      | 2007                                  | Gstaad                                        | Švýcarsko                             | Bíza/Lébl                                | 37. místo                             |
| 7      | 2009                                  | Stavanger                                     | Norsko                                | Dosoudilová-Nováková/Felbábová-Háječková | 9. místo                              |
| 7      | 2009                                  | Stavanger                                     | Norsko                                | Klapalová-Skalníková/Petrová             | 33. místo                             |
| 7      | 2009                                  | Stavanger                                     | Norsko                                | Bíza/Rotrekl                             | 37. místo                             |
| 8      | 2011                                  | Řím                                           | Itálie                                | Klapalová-Skalníková/Felbábová-Háječková | 4. místo                              |
| 8      | 2011                                  | Řím                                           | Itálie                                | Dosoudilová-Nováková/Tobiášová           | 17. místo                             |
| 8      | 2011                                  | Řím                                           | Itálie                                | Kolocová-Hoidarová/Nausch-Sluková        | 17. místo                             |
| 8      | 2011                                  | Řím                                           | Itálie                                | Beneš P./Kubala                          | 17. místo                             |
| 9      | 2013                                  | Stare Jabłonki                                | Polsko                                | Kolocová-Hoidarová/Nausch-Sluková        | 17. místo                             |
| 9      | 2013                                  | Stare Jabłonki                                | Polsko                                | Bonnerová-Williams/Hermannová            | 37. místo                             |
| 9      | 2013                                  | Stare Jabłonki                                | Polsko                                | Kufa R./Hadrava                          | 17. místo                             |
| 9      | 2013                                  | Stare Jabłonki                                | Polsko                                | Beneš P./Kubala                          | 33. místo                             |
| 10     | 2015                                  | The Hague - Amsterdam - Apeldoorn - Rotterdam | Nizozemsko                            | Kolocová-Hoidarová/Nausch-Sluková        | 17. místo                             |
| 10     | 2015                                  | The Hague - Amsterdam - Apeldoorn - Rotterdam | Nizozemsko                            | Bonnerová-Williams/Hermannová            | 33. místo                             |
| 11     | 2017                                  | Vídeň                                         | Rakousko                              | Nausch-Sluková/Hermannová                | 9. místo                              |
| 11     | 2017                                  | Vídeň                                         | Rakousko                              | Kolocová-Hoidarová/Kvapilová-Frank       | 9. místo                              |
| 12     | 2019                                  | Hamburg                                       | Německo                               | Perušič/Schweiner                        | 17. místo                             |
| 13     | 2022                                  | Řím                                           | Itálie                                | Bonnerová-Williams/Hermannová            | 37. místo                             |
| 13     | 2022                                  | Řím                                           | Itálie                                | Perušič/Schweiner                        | 17. místo                             |
| 14     | 2023                                  | Tlaxcala - Apizaco - Huamantla                | Mexiko                                | Štochlová/Hermannová                     | 17. místo                             |
| 14     | 2023                                  | Tlaxcala - Apizaco - Huamantla                | Mexiko                                | Perušič/Schweiner                        | 1. místo                              |
| Celkem | Muži účast – 10× · – 1× · – 0× · – 0× | Muži účast – 10× · – 1× · – 0× · – 0×         | Muži účast – 10× · – 1× · – 0× · – 0× | Ženy účast – 12× · – 0× · – 0× · – 1×    | Ženy účast – 12× · – 0× · – 0× · – 1× |

### Mistrovství Evropy
| Edice  | Rok                                   | Město                                       | Stát                                  | Tým                                                | Umístění                              |
| ------ | ------------------------------------- | ------------------------------------------- | ------------------------------------- | -------------------------------------------------- | ------------------------------------- |
| 1      | 1993                                  | Almeria                                     | Španělsko                             | Palinek/Stejskal                                   | 21. místo                             |
| 2      | 1994                                  | Almería - Espinho                           | Španělsko Portugalsko                 | Hudcová/Štorková                                   | 2. místo                              |
| 2      | 1994                                  | Almería - Espinho                           | Španělsko Portugalsko                 | Palinek/Stejskal, Palinek/Pakosta, Bartoň/Koudelka | 8. místo                              |
| 3      | 1995                                  | Saint-Quay-Portrieux                        | Francie                               | Tobiášová/Štorková                                 | 9. místo                              |
| 3      | 1995                                  | Saint-Quay-Portrieux                        | Francie                               | Fikar/Džavoronok                                   | 2. místo                              |
| 4      | 1996                                  | Pescara                                     | Itálie                                | Dosoudilová-Nováková/Celbová-Ryšavá                | 1. místo                              |
| 4      | 1996                                  | Pescara                                     | Itálie                                | Hudcová/Tobiášová                                  | 13. místo                             |
| 4      | 1996                                  | Pescara                                     | Itálie                                | Palinek/Pakosta                                    | 1. místo                              |
| 4      | 1996                                  | Pescara                                     | Itálie                                | Stejskal/Chromý                                    | 7. místo                              |
| 4      | 1996                                  | Pescara                                     | Itálie                                | Fikar/Džavoronok                                   | 13. místo                             |
| 5      | 1997                                  | Riccione                                    | Itálie                                | Dosoudilová-Nováková/Celbová-Ryšavá                | 3. místo                              |
| 5      | 1997                                  | Riccione                                    | Itálie                                | Hudcová/Tobiášová                                  | 5. místo                              |
| 5      | 1997                                  | Riccione                                    | Itálie                                | Stejskal/Chromý                                    | 9. místo                              |
| 5      | 1997                                  | Riccione                                    | Itálie                                | Pakosta/Džavoronok                                 | 9. místo                              |
| 6      | 1998                                  | Rhodos                                      | Řecko                                 | Dosoudilová-Nováková/Celbová-Ryšavá                | 1. místo                              |
| 6      | 1998                                  | Rhodos                                      | Řecko                                 | Hudcová/Tobiášová                                  | 5. místo                              |
| 6      | 1998                                  | Rhodos                                      | Řecko                                 | Palinek/Kubala                                     | 9. místo                              |
| 6      | 1998                                  | Rhodos                                      | Řecko                                 | Pakosta/Džavoronok                                 | 4. místo                              |
| 7      | 1999                                  | Palma de Mallorca                           | Španělsko                             | Celbová-Ryšavá/Dosoudilová-Nováková                | 3. místo                              |
| 7      | 1999                                  | Palma de Mallorca                           | Španělsko                             | Hudcová/Tobiášová                                  | 9. místo                              |
| 7      | 1999                                  | Palma de Mallorca                           | Španělsko                             | Pakosta/Džavoronok                                 | 9. místo                              |
| 7      | 1999                                  | Palma de Mallorca                           | Španělsko                             | Luska/Chromý                                       | 25. místo                             |
| 8      | 2000                                  | Bilbao                                      | Španělsko                             | Dosoudilová-Nováková/Celbová-Ryšavá                | 4. místo                              |
| 8      | 2000                                  | Bilbao                                      | Španělsko                             | Lébl/Palinek                                       | 5. místo                              |
| 9      | 2001                                  | Jesolo                                      | Itálie                                | Dosoudilová-Nováková/Celbová-Ryšavá                | 5. místo                              |
| 9      | 2001                                  | Jesolo                                      | Itálie                                | Těknědžjanová-Bendová/Tobiášová                    | 13. místo                             |
| 9      | 2001                                  | Jesolo                                      | Itálie                                | Bíza/Palinek                                       | 17. místo                             |
| 10     | 2002                                  | Basilej                                     | Švýcarsko                             | Dosoudilová-Nováková/Celbová-Ryšavá                | 3. místo                              |
| 10     | 2002                                  | Basilej                                     | Švýcarsko                             | Těknědžjanová-Bendová/Tobiášová                    | 9. místo                              |
| 11     | 2003                                  | Alanya                                      | Turecko                               | Tychnová/Tychnová                                  | 5. místo                              |
| 11     | 2003                                  | Alanya                                      | Turecko                               | Dosoudilová-Nováková/Celbová-Ryšavá                | 9. místo                              |
| 11     | 2003                                  | Alanya                                      | Turecko                               | Felbábová-Háječková/Novotná                        | 19. místo                             |
| 12     | 2004                                  | Timmendorfer Strand                         | Německo                               | Dosoudilová-Nováková/Celbová-Ryšavá                | 4. místo                              |
| 12     | 2004                                  | Timmendorfer Strand                         | Německo                               | Felbábová-Háječková/Novotná                        | 9. místo                              |
| 12     | 2004                                  | Timmendorfer Strand                         | Německo                               | Tychnová/Tychnová                                  | 26. místo                             |
| 12     | 2004                                  | Timmendorfer Strand                         | Německo                               | Bíza/Stejskal                                      | 28. místo                             |
| 12     | 2004                                  | Timmendorfer Strand                         | Německo                               | Klapal/Weiss                                       | 28. místo                             |
| 13     | 2005                                  | Moskva                                      | Rusko                                 | Felbábová-Háječková/Novotná                        | 9. místo                              |
| 13     | 2005                                  | Moskva                                      | Rusko                                 | Klapalová/Petrová                                  | 17. místo                             |
| 13     | 2005                                  | Moskva                                      | Rusko                                 | Bíza/Stejskal                                      | 13. místo                             |
| 13     | 2005                                  | Moskva                                      | Rusko                                 | Beneš P./Beneš Josef                               | 17. místo                             |
| 14     | 2006                                  | The Hague                                   | Nizozemsko                            | Nakládalová/Tobiášová                              | 5. místo                              |
| 14     | 2006                                  | The Hague                                   | Nizozemsko                            | Felbábová-Háječková/Novotná                        | 9. místo                              |
| 14     | 2006                                  | The Hague                                   | Nizozemsko                            | Bíza/Kubala                                        | 13. místo                             |
| 14     | 2006                                  | The Hague                                   | Nizozemsko                            | Beneš P./Beneš Josef                               | 17. místo                             |
| 15     | 2007                                  | Valencie                                    | Španělsko                             | Dosoudilová-Nováková/Novotná                       | 9. místo                              |
| 15     | 2007                                  | Valencie                                    | Španělsko                             | Petrová/Celbová-Ryšavá                             | 17. místo                             |
| 15     | 2007                                  | Valencie                                    | Španělsko                             | Beneš P./Beneš Josef                               | 17. místo                             |
| 15     | 2007                                  | Valencie                                    | Španělsko                             | Pavlas/Kubala                                      | 17. místo                             |
| 15     | 2007                                  | Valencie                                    | Španělsko                             | Kufa, R./Rotrekl                                   | 17. místo                             |
| 16     | 2008                                  | Hamburg                                     | Německo                               | Felbábová-Háječková/Novotná                        | 17. místo                             |
| 16     | 2008                                  | Hamburg                                     | Německo                               | Kolocová-Hoidarová/Nausch-Sluková                  | 25. místo                             |
| 16     | 2008                                  | Hamburg                                     | Německo                               | Beneš P./Kubala                                    | 7. místo                              |
| 17     | 2009                                  | Soči                                        | Rusko                                 | Klapalová/Petrová                                  | 13. místo                             |
| 17     | 2009                                  | Soči                                        | Rusko                                 | Kolocová-Hoidarová/Nausch-Sluková                  | 13. místo                             |
| 17     | 2009                                  | Soči                                        | Rusko                                 | Beneš P./Kubala                                    | 9. místo                              |
| 18     | 2010                                  | Berlín                                      | Německo                               | Řeháčková/Vorlová                                  | 19. místo                             |
| 18     | 2010                                  | Berlín                                      | Německo                               | Dumek/Tichý                                        | 19. místo                             |
| 19     | 2011                                  | Kristiansand                                | Norsko                                | Felbábová-Háječková/Klapalová-Skalníková           | 4. místo                              |
| 19     | 2011                                  | Kristiansand                                | Norsko                                | Kolocová-Hoidarová/Nausch-Sluková                  | 25. místo                             |
| 19     | 2011                                  | Kristiansand                                | Norsko                                | Beneš P./Kubala                                    | 17. místo                             |
| 20     | 2012                                  | The Hague                                   | Nizozemsko                            | Felbábová-Háječková/Klapalová-Skalníková           | 4. místo                              |
| 20     | 2012                                  | The Hague                                   | Nizozemsko                            | Bonnerová-Williams/Hermannová                      | 5. místo                              |
| 20     | 2012                                  | The Hague                                   | Nizozemsko                            | Kolocová-Hoidarová/Nausch-Sluková                  | 9. místo                              |
| 20     | 2012                                  | The Hague                                   | Nizozemsko                            | Dumek/Tichý                                        | 17. místo                             |
| 20     | 2012                                  | The Hague                                   | Nizozemsko                            | Beneš P./Kubala                                    | 17. místo                             |
| 21     | 2013                                  | Klagenfurt                                  | Rakousko                              | Bonnerová-Williams/Hermannová                      | 9. místo                              |
| 21     | 2013                                  | Klagenfurt                                  | Rakousko                              | Kolocová-Hoidarová/Nausch-Sluková                  | 9. místo                              |
| 21     | 2013                                  | Klagenfurt                                  | Rakousko                              | Klapalová-Skalníková/Missottenová-Voznicová        | 25. místo                             |
| 21     | 2013                                  | Klagenfurt                                  | Rakousko                              | Kufa, R./Hadrava                                   | 25. místo                             |
| 22     | 2014                                  | Cagliari                                    | Itálie                                | Kolocová-Hoidarová/Nausch-Sluková                  | 5. místo                              |
| 22     | 2014                                  | Cagliari                                    | Itálie                                | Bonnerová-Williams/Hermannová                      | 9. místo                              |
| 22     | 2014                                  | Cagliari                                    | Itálie                                | Dumek/Kubala                                       | 25. místo                             |
| 22     | 2014                                  | Cagliari                                    | Itálie                                | Kufa, R./Hadrava                                   | 25. místo                             |
| 23     | 2015                                  | Klagenfurt                                  | Rakousko                              | Kubala/Hadrava                                     | 9. místo                              |
| 24     | 2016                                  | Biel/Bienne                                 | Švýcarsko                             | Nausch-Sluková/Hermannová                          | 2. místo                              |
| 24     | 2016                                  | Biel/Bienne                                 | Švýcarsko                             | Kolocová-Hoidarová/Kvapilová-Frank                 | 17. místo                             |
| 25     | 2017                                  | Jurmala                                     | Lotyšsko                              | Kolocová-Hoidarová/Kvapilová-Frank                 | 2. místo                              |
| 26     | 2018                                  | The Hague - Apeldoorn - Rotterdam - Utrecht | Nizozemsko                            | Nausch-Sluková/Hermannová                          | 3. místo                              |
| 26     | 2018                                  | The Hague - Apeldoorn - Rotterdam - Utrecht | Nizozemsko                            | Bonnerová-Williams/Nakládalová                     | 9. místo                              |
| 26     | 2018                                  | The Hague - Apeldoorn - Rotterdam - Utrecht | Nizozemsko                            | Kolocová-Hoidarová/Kvapilová-Frank                 | 17. místo                             |
| 26     | 2018                                  | The Hague - Apeldoorn - Rotterdam - Utrecht | Nizozemsko                            | Perušič/Schweiner                                  | 9. místo                              |
| 26     | 2018                                  | The Hague - Apeldoorn - Rotterdam - Utrecht | Nizozemsko                            | Dumek/Berčík V.                                    | 25. místo                             |
| 27     | 2019                                  | Moskva                                      | Rusko                                 | Kvapilová-Frank/Kubíčková                          | 5. místo                              |
| 27     | 2019                                  | Moskva                                      | Rusko                                 | Bonnerová-Williams/Maixnerová                      | 17. místo                             |
| 27     | 2019                                  | Moskva                                      | Rusko                                 | Perušič/Schweiner                                  | 5. místo                              |
| 28     | 2020                                  | Jurmala                                     | Lotyšsko                              | Nausch-Sluková/Hermannová                          | 4. místo                              |
| 28     | 2020                                  | Jurmala                                     | Lotyšsko                              | Kvapilová-Frank/Kubíčková                          | 17. místo                             |
| 28     | 2020                                  | Jurmala                                     | Lotyšsko                              | Dumek/Berčík V.                                    | 25. místo                             |
| 29     | 2021                                  | Vídeň                                       | Rakousko                              | Štochlová/Hermannová                               | 9. místo                              |
| 29     | 2021                                  | Vídeň                                       | Rakousko                              | Kvapilová-Frank/Bonnerová-Williams                 | 17. místo                             |
| 29     | 2021                                  | Vídeň                                       | Rakousko                              | Perušič/Schweiner                                  | 5. místo                              |
| 30     | 2022                                  | Mnichov                                     | Německo                               | Perušič/Schweiner                                  | 2. místo                              |
| 30     | 2022                                  | Mnichov                                     | Německo                               | Šépka/Semerád                                      | 25. místo                             |
| 31     | 2023                                  | Vídeň                                       | Rakousko                              | Dunárová/Resová-Mokrá                              | 9. místo                              |
| 31     | 2023                                  | Vídeň                                       | Rakousko                              | Štochlová/Hermannová                               | 17. místo                             |
| 31     | 2023                                  | Vídeň                                       | Rakousko                              | Trousil/Schweiner                                  | 9. místo                              |
| 31     | 2023                                  | Vídeň                                       | Rakousko                              | Šépka/Semerád                                      | 17. místo                             |
| 32     | 2024                                  | The Hague - Apeldoorn - Arnhem              | Nizozemsko                            | Štochlová/Hermannová                               | 5. místo                              |
| 32     | 2024                                  | The Hague - Apeldoorn - Arnhem              | Nizozemsko                            | Dunárová/Resová-Mokrá                              | 17. místo                             |
| 32     | 2024                                  | The Hague - Apeldoorn - Arnhem              | Nizozemsko                            | Šépka/Sedlák                                       | 5. místo                              |
| 32     | 2024                                  | The Hague - Apeldoorn - Arnhem              | Nizozemsko                            | Dumek/Semerád                                      | 25. místo                             |
| 33     | 2025                                  | Dusseldorf                                  | Německo                               | Neuschaeferová/Štochlová                           | 17. místo                             |
| 33     | 2025                                  | Dusseldorf                                  | Německo                               | Pavelková A./Pavelková K.                          | 25. místo                             |
| 33     | 2025                                  | Dusseldorf                                  | Německo                               | Perušič/Schweiner                                  | 5. místo                              |
| 33     | 2025                                  | Dusseldorf                                  | Německo                               | Šépka/Sedlák                                       | 17. místo                             |
| Celkem | Muži účast – 29× · – 1× · – 2× · – 0× | Muži účast – 29× · – 1× · – 2× · – 0×       | Muži účast – 29× · – 1× · – 2× · – 0× | Ženy účast – 30× · – 2× · – 3× · – 4×              | Ženy účast – 30× · – 2× · – 3× · – 4× |

### Olympijské hry
| Edice  | Rok                                  | Město                                | Stát                                 | Tým                                      | Umístění                             |
| ------ | ------------------------------------ | ------------------------------------ | ------------------------------------ | ---------------------------------------- | ------------------------------------ |
| 1      | 1996                                 | Atlanta                              | USA                                  | Palinek/Pakosta                          | 13. místo                            |
| 2      | 2000                                 | Sydney                               | Austrálie                            | Dosoudilová-Nováková/Celbová-Ryšavá      | 9. místo                             |
| 2      | 2000                                 | Sydney                               | Austrálie                            | Hudcová/Tobiášová                        | 19. místo                            |
| 2      | 2000                                 | Sydney                               | Austrálie                            | Palinek/Lébl                             | 17. místo                            |
| 3      | 2004                                 | Atény                                | Řecko                                | Dosoudilová-Nováková/Celbová-Ryšavá      | 9. místo                             |
| 4      | 2008                                 | Peking                               | Čína                                 | bez účasti                               |                                      |
| 5      | 2012                                 | Londýn                               | Anglie                               | Kolocová-Hoidarová/Nausch-Sluková        | 5. místo                             |
| 5      | 2012                                 | Londýn                               | Anglie                               | Felbábová-Háječková/Klapalová-Skalníková | 17. místo                            |
| 5      | 2012                                 | Londýn                               | Anglie                               | Beneš P./Kubala                          | 17. místo                            |
| 6      | 2016                                 | Rio de Janerio                       | Brazílie                             | Nausch-Sluková/Hermannová                | 17. místo                            |
| 7      | 2021                                 | Tokio                                | Japonsko                             | Nausch-Sluková/Hermannová                | 19. místo                            |
| 7      | 2021                                 | Tokio                                | Japonsko                             | Perušič/Schweiner                        | 19. místo                            |
| 8      | 2024                                 | Paříž                                | Francie                              | Štochlová/Hermannová                     | 17. místo                            |
| 8      | 2024                                 | Paříž                                | Francie                              | Perušič/Schweiner                        | 9. místo                             |
| Celkem | Muži účast – 5× · – 0× · – 0× · – 0× | Muži účast – 5× · – 0× · – 0× · – 0× | Muži účast – 5× · – 0× · – 0× · – 0× | Ženy účast – 6× · – 0× · – 0× · – 0×     | Ženy účast – 6× · – 0× · – 0× · – 0× |

### Mistrovství světa do 19 let
Do roku 2004, včetně, se jednalo o kategorii U18
| Edice  | Rok                                   | Město                                 | Stát                                  | Tým                                   | Umístění                              |
| ------ | ------------------------------------- | ------------------------------------- | ------------------------------------- | ------------------------------------- | ------------------------------------- |
| 1      | 2002                                  | Xylokastro                            | Řecko                                 | Kolář/Václavík                        | 5. místo                              |
| 1      | 2002                                  | Xylokastro                            | Řecko                                 | Weissová/Eliášová                     | 5. místo                              |
| 2      | 2003                                  | Pattaya                               | Thajsko                               | bez účasti                            | bez účasti                            |
| 3      | 2004                                  | Termoli                               | Itálie                                | Opravilová/Krystová                   | 9. místo                              |
| 4      | 2005                                  | Saint Quay Portrieux                  | Francie                               | Minařík/Kufa R.                       | 9. místo                              |
| 4      | 2005                                  | Saint Quay Portrieux                  | Francie                               | Naush-Sluková/Opravilová              | 4. místo                              |
| 5      | 2006                                  |                                       | Bermudy                               | Hoidarová-Kolocová/Naush-Sluková      | 5. místo                              |
| 6      | 2007                                  | Myslowice                             | Polsko                                | Halbichová/Jeřábková                  | 3. místo                              |
| 6      | 2007                                  | Myslowice                             | Polsko                                | Voláková/Marková                      | 9. místo                              |
| 6      | 2007                                  | Myslowice                             | Polsko                                | Kořínek/Rodek                         | 19. místo                             |
| 6      | 2007                                  | Myslowice                             | Polsko                                | Chochlik/Rohrl                        | 29. místo                             |
| 7      | 2008                                  | The Hague                             | Nizozemsko                            | Kvapilová-Frank/Hermannová            | 9. místo                              |
| 7      | 2008                                  | The Hague                             | Nizozemsko                            | Reiterová/Melichárková                | 19. místo                             |
| 7      | 2008                                  | The Hague                             | Nizozemsko                            | Chochlik/Božek                        | 19. místo                             |
| 8      | 2009                                  | Alanya                                | Turecko                               | Štastná/Grygarová                     | 9. místo                              |
| 8      | 2009                                  | Alanya                                | Turecko                               | Gálová-Davidová/Machová               | 9. místo                              |
| 9      | 2010                                  | Porto                                 | Portugalsko                           | Vaňková/Gálová-Davidová               | 9. místo                              |
| 9      | 2010                                  | Porto                                 | Portugalsko                           | Dostálová V./Kotvová                  | 25. místo                             |
| 9      | 2010                                  | Porto                                 | Portugalsko                           | Matějka/Doubravský                    | 19. místo                             |
| 9      | 2010                                  | Porto                                 | Portugalsko                           | Hákl/Biječek                          | 37. místo                             |
| 10     | 2011                                  | Umag                                  | Chorvatsko                            | Třešňáková/Pilátová                   | 19. místo                             |
| 10     | 2011                                  | Umag                                  | Chorvatsko                            | Vodenková/Missottenová                | 29. místo                             |
| 10     | 2011                                  | Umag                                  | Chorvatsko                            | Havlín/Váňa                           | 19. místo                             |
| 10     | 2011                                  | Umag                                  | Chorvatsko                            | Finger/Trojan                         | 29. místo                             |
| 11     | 2012                                  | Larnaka                               | Kypr                                  | Třešnáková/Pilátová                   | 9. místo                              |
| 11     | 2012                                  | Larnaka                               | Kypr                                  | Perušič/Váňa                          | 9. místo                              |
| 12     | 2013                                  | Porto                                 | Portugalsko                           | Třešňáková/Pilátová                   | 5. místo                              |
| 12     | 2013                                  | Porto                                 | Portugalsko                           | Džavoronok D./Hadrava                 | 9. místo                              |
| 13     | 2014                                  | Porto                                 | Portugalsko                           | Adamčíková/Válková                    | 4. místo                              |
| 13     | 2014                                  | Porto                                 | Portugalsko                           | Gala/Berčík, V.                       | 31. místo                             |
| 14     | 2016                                  | Larnaka                               | Kypr                                  | Kotlasová/Resová-Mokrá                | 5. místo                              |
| 14     | 2016                                  | Larnaka                               | Kypr                                  | Maixnerová/Štochlová                  | 5. místo                              |
| 14     | 2016                                  | Larnaka                               | Kypr                                  | Sedlák/Pavlovský                      | 37. místo                             |
| 15     | 2018                                  | Nanjing                               | Čína                                  | Žolnerčíková K./Svobodová             | 17. místo                             |
| 15     | 2018                                  | Nanjing                               | Čína                                  | Beneš V./Maixner                      | 37. místo                             |
| 16     | 2021                                  | Phuket                                | Thajsko                               | Neuschaeferová/Břínková               | 9. místo                              |
| 16     | 2021                                  | Phuket                                | Thajsko                               | Semerád/Šépka                         | 5. místo                              |
| 16     | 2021                                  | Phuket                                | Thajsko                               | Kurka/Oliva                           | 33. místo                             |
| 17     | 2022                                  | Dikili                                | Turecko                               | Pavelková A./Pavelková K.             | 9. místo                              |
| 17     | 2022                                  | Dikili                                | Turecko                               | Koblížková/Lajkebová                  | 37. místo                             |
| 17     | 2022                                  | Dikili                                | Turecko                               | Oliva/Westphal                        | 9. místo                              |
| 18     | 2024                                  | Shangluo                              | Čína                                  | Nosálková/Cyrani                      | 17. místo                             |
| 18     | 2024                                  | Shangluo                              | Čína                                  | Lajkebová/Kleiblová                   | 25. místo                             |
| 18     | 2024                                  | Shangluo                              | Čína                                  | Pavlusek/Votava                       | 37. místo                             |
| 18     | 2024                                  | Shangluo                              | Čína                                  | Tušek/Schuma                          | 37. místo                             |
| Celkem | Muži účast – 14× · – 0× · – 0× · – 0× | Muži účast – 14× · – 0× · – 0× · – 0× | Muži účast – 14× · – 0× · – 0× · – 0× | Ženy účast – 17× · – 0× · – 0× · – 1× | Ženy účast – 17× · – 0× · – 0× · – 1× |

### Mistrovství světa do 21 let
| Edice  | Rok                                   | Město                                 | Stát                                  | Tým                                   | Umístění                              |
| ------ | ------------------------------------- | ------------------------------------- | ------------------------------------- | ------------------------------------- | ------------------------------------- |
| 1      | 2001                                  | Le Lavandou                           | Francie                               | Tychnová/Tychnová                     | 3. místo                              |
| 1      | 2001                                  | Le Lavandou                           | Francie                               | Božek/Václavík                        | 9. místo                              |
| 2      | 2002                                  | Catania                               | Itálie                                | Bláhová/Pokorná                       | 5. místo                              |
| 2      | 2002                                  | Catania                               | Itálie                                | Kolář/Rotrekl                         | 9. místo                              |
| 3      | 2003                                  | Saint Quay Portrieux                  | Francie                               | Pokorná/Paková                        | 9. místo                              |
| 3      | 2003                                  | Saint Quay Portrieux                  | Francie                               | Kolář/Rotrekl                         | 3. místo                              |
| 4      | 2004                                  | Porto                                 | Portugalsko                           | Nakládalová/Opravilová                | 3. místo                              |
| 4      | 2004                                  | Porto                                 | Portugalsko                           | Tichý/Nezdařil                        | 9. místo                              |
| 4      | 2004                                  | Porto                                 | Portugalsko                           | Weiss/Parkan                          | 29. místo                             |
| 5      | 2005                                  | Rio de Janeiro                        | Brazílie                              | Nakládalová/Opravilová                | 19. místo                             |
| 5      | 2005                                  | Rio de Janeiro                        | Brazílie                              | Kolář/Tichý                           | 5. místo                              |
| 6      | 2006                                  | Myslowice                             | Polsko                                | Opravilová/Korhonová                  | 5. místo                              |
| 6      | 2006                                  | Myslowice                             | Polsko                                | Hejlova/Adenubiova                    | 29. místo                             |
| 6      | 2006                                  | Myslowice                             | Polsko                                | Dumek/Pak                             | 19. místo                             |
| 6      | 2006                                  | Myslowice                             | Polsko                                | Kufa, R./Habr                         | 25. místo                             |
| 7      | 2007                                  | Modena                                | Itálie                                | Kolocová-Hoidarová/Nausch-Sluková     | 5. místo                              |
| 7      | 2007                                  | Modena                                | Itálie                                | Jeřábková/Halbichová                  | 29. místo                             |
| 7      | 2007                                  | Modena                                | Itálie                                | Habr/Moník                            | 9. místo                              |
| 7      | 2007                                  | Modena                                | Itálie                                | Mooz/Cupa                             | 37. místo                             |
| 8      | 2008                                  | Brighton                              | Spojené království                    | Kolocová-Hoidarová/Nausch-Sluková     | 5. místo                              |
| 8      | 2008                                  | Brighton                              | Spojené království                    | Habr/Moník                            | 5. místo                              |
| 9      | 2009                                  | Blackpool                             | Spojené království                    | Bonnerová-Williams/Hermannová         | 4. místo                              |
| 10     | 2010                                  | Alanya                                | Turecko                               | Bonnerová-Williams/Hermannová         | 5. místo                              |
| 10     | 2010                                  | Alanya                                | Turecko                               | Machová/Gálová-Davidová               | 17. místo                             |
| 10     | 2010                                  | Alanya                                | Turecko                               | Lenc/Přibyl                           | 29. místo                             |
| 11     | 2012                                  | Halifax                               | Kanada                                | bez účasti                            | bez účasti                            |
| 12     | 2012                                  | Halifax                               | Kanada                                | Gálová-Davidová/Vaňková               | 9. místo                              |
| 12     | 2012                                  | Halifax                               | Kanada                                | Beneš O./Perušič                      | 5. místo                              |
| 13     | 2013                                  | Umag                                  | Chorvatsko                            | Pilátová/Třešňáková                   | 37. místo                             |
| 13     | 2013                                  | Umag                                  | Chorvatsko                            | Bendíková/Válková                     | 37. místo                             |
| 13     | 2013                                  | Umag                                  | Chorvatsko                            | Beneš O./Perušič                      | 37. místo                             |
| 13     | 2013                                  | Umag                                  | Chorvatsko                            | Džavoronok/Hadrava                    | 37. místo                             |
| 14     | 2014                                  | Larnaka                               | Kypr                                  | Dostálová-Schweiner/Komárková         | 25. místo                             |
| 14     | 2014                                  | Larnaka                               | Kypr                                  | Beneš O./Perušič                      | 25. místo                             |
| 15     | 2016                                  | Lucerne                               | Švýcarsko                             | Kotlasová/Resová-Mokrá                | 33. místo                             |
| 15     | 2016                                  | Lucerne                               | Švýcarsko                             | Honzovičová/Pluhařová                 | 33. místo                             |
| 15     | 2016                                  | Lucerne                               | Švýcarsko                             | Vala/Šťastný                          | 17. místo                             |
| 16     | 2017                                  | Nanjing                               | Čína                                  | Honzovičová/Pluhařová                 | 5. místo                              |
| 16     | 2017                                  | Nanjing                               | Čína                                  | Maixnerová/Štochlová                  | 9. místo                              |
| 17     | 2019                                  | Udonthani                             | Thajsko                               | Maixnerová/Žolnerčíková               | 9. místo                              |
| 17     | 2019                                  | Udonthani                             | Thajsko                               | Dunárová/Štochlová                    | 33. místo                             |
| 17     | 2019                                  | Udonthani                             | Thajsko                               | Jachnicki/Pihera                      | 37. místo                             |
| 18     | 2021                                  | Phuket                                | Thajsko                               | Břínková/Neuschaeferová               | 9. místo                              |
| 18     | 2021                                  | Phuket                                | Thajsko                               | Šépka/Semrád                          | 4. místo                              |
| 18     | 2021                                  | Phuket                                | Thajsko                               | Trousil/Džavoronok M.                 | 5. místo                              |
| 19     | 2023                                  | Roi Et                                | Thajsko                               | Pavelková A./Pavelková K.             | 17. místo                             |
| 19     | 2023                                  | Roi Et                                | Thajsko                               | Oliva/Westphal                        | 9. místo                              |
| Celkem | Muži účast – 16× · – 0× · – 0× · – 1× | Muži účast – 16× · – 0× · – 0× · – 1× | Muži účast – 16× · – 0× · – 0× · – 1× | Ženy účast – 18× · – 0× · – 0× · – 2× | Ženy účast – 18× · – 0× · – 0× · – 2× |

### Mistrovství světa do 23 let
| Edice | Rok  | Město     | Stát   | Tým                     | Umístění  |
| ----- | ---- | --------- | ------ | ----------------------- | --------- |
| 1     | 2013 | Myslowice | Polsko | Gálová-Davidová/Machová | 4. místo  |
| 1     | 2013 | Myslowice | Polsko | Třešňáková/Pilatová     | 33. místo |
| 2     | 2014 | Myslowice | Polsko | Gálová-Davidová/Vaňková | 9. místo  |
| 2     | 2014 | Myslowice | Polsko | Beneš O./Perušič        | 25. místo |

### Mistrovství Evropy do 18 let
| Edice  | Rok                                   | Město                                 | Stát                                  | Tým                                   | Umístění                              |
| ------ | ------------------------------------- | ------------------------------------- | ------------------------------------- | ------------------------------------- | ------------------------------------- |
| 1      | 1998                                  | Marathon, Schinias                    | Řecko                                 | Stehnová/Tychnová M.                  | 1. místo                              |
| 2      | 2003                                  | Brno                                  | Česko                                 | Huchsíková/Weissová                   | 4. místo                              |
| 2      | 2003                                  | Brno                                  | Česko                                 | Krystová/Opravilová                   | 9. místo                              |
| 2      | 2003                                  | Brno                                  | Česko                                 | Hovorka/Tichý                         | 9. místo                              |
| 2      | 2003                                  | Brno                                  | Česko                                 | Böhm/Parkan                           | 9. místo                              |
| 3      | 2004                                  | Brno                                  | Česko                                 | Klapalová-Skalníková/Petrová          | 7. místo                              |
| 3      | 2004                                  | Brno                                  | Česko                                 | Doležalová/Nakládalová                | 13. místo                             |
| 3      | 2004                                  | Brno                                  | Česko                                 | Kolář/Rotrekl                         | 5. místo                              |
| 3      | 2004                                  | Brno                                  | Česko                                 | Klapal/Weiss                          | 13. místo                             |
| 4      | 2005                                  | Illichivsk                            | Ukrajina                              | Kolocová-Hoidarová/Nausch-Sluková     | 1. místo                              |
| 4      | 2005                                  | Illichivsk                            | Ukrajina                              | Korhonová/Spetliková                  | 19. místo                             |
| 4      | 2005                                  | Illichivsk                            | Ukrajina                              | Moník/Mooz                            | 9. místo                              |
| 5      | 2006                                  | Bratislava                            | Slovensko                             | Halbichová/Jeřábková                  | 7. místo                              |
| 6      | 2007                                  | Brno                                  | Česko                                 | Bonnerová-Williams/Kvapilová-Frank    | 7. místo                              |
| 6      | 2007                                  | Brno                                  | Česko                                 | Melichárková-Sklenářová/Reiterová     | 9. místo                              |
| 6      | 2007                                  | Brno                                  | Česko                                 | Chocholík/Kořínek                     | 13. místo                             |
| 6      | 2007                                  | Brno                                  | Česko                                 | Pfeffer/Rodek                         | 19. místo                             |
| 7      | 2008                                  | Loutraki                              | Řecko                                 | Bonnerová-Williams/Gálová-Davidová    | 9. místo                              |
| 7      | 2008                                  | Loutraki                              | Řecko                                 | Machová/Štastná                       | 13. místo                             |
| 7      | 2008                                  | Loutraki                              | Řecko                                 | Čermák/Hadrava                        | 9. místo                              |
| 8      | 2009                                  | Espinho                               | Portugalsko                           | Dostálová Ve./Kotvová                 | 2. místo                              |
| 8      | 2009                                  | Espinho                               | Portugalsko                           | Gálová-Davidová/Vlková                | 9. místo                              |
| 8      | 2009                                  | Espinho                               | Portugalsko                           | Doubravský/Mráz                       | 9. místo                              |
| 9      | 2010                                  | Porto                                 | Portugalsko                           | Vaňková/Kolderová                     | 7. místo                              |
| 9      | 2010                                  | Porto                                 | Portugalsko                           | Kubíčková/Mádlová                     | 19. místo                             |
| 9      | 2010                                  | Porto                                 | Portugalsko                           | Plaček/Holub                          | 19. místo                             |
| 10     | 2011                                  | Vilnius                               | Litva                                 | Třešnáková/Pilátová                   | 9. místo                              |
| 10     | 2011                                  | Vilnius                               | Litva                                 | Váňa/Trojan                           | 9. místo                              |
| 11     | 2012                                  | Brno                                  | Česko                                 | Třešnáková/Pilátová                   | 4. místo                              |
| 11     | 2012                                  | Brno                                  | Česko                                 | Válková/Forejtová                     | 17. místo                             |
| 11     | 2012                                  | Brno                                  | Česko                                 | Džavoronok D./Licek                   | 5. místo                              |
| 11     | 2012                                  | Brno                                  | Česko                                 | Beneš O./Hadrava M.                   | 13. místo                             |
| 12     | 2013                                  | Molodechno                            | Bělorusko                             | Adamčíková/Valková                    | 5. místo                              |
| 12     | 2013                                  | Molodechno                            | Bělorusko                             | Fauová/Foktová                        | 9. místo                              |
| 12     | 2013                                  | Molodechno                            | Bělorusko                             | Jarošík/Kraffer                       | 9. místo                              |
| 12     | 2013                                  | Molodechno                            | Bělorusko                             | Čermák/Motyčka                        | 25. místo                             |
| 13     | 2014                                  | Kristiansand                          | Norsko                                | Kotlasová/Štochlová                   | 6. místo                              |
| 13     | 2014                                  | Kristiansand                          | Norsko                                | Honzovičová/Pluhařová                 | 9. místo                              |
| 13     | 2014                                  | Kristiansand                          | Norsko                                | Vala/Gala                             | 9. místo                              |
| 13     | 2014                                  | Kristiansand                          | Norsko                                | Dvořák/Kaštan                         | 25. místo                             |
| 14     | 2015                                  | Riga                                  | Lotyšsko                              | Kotlasová/Štochlová                   | 3. místo                              |
| 14     | 2015                                  | Riga                                  | Lotyšsko                              | Kasan/Dvořák                          | 17. místo                             |
| 15     | 2016                                  | Brno                                  | Česko                                 | Maxinerová/Štochlová                  | 1. místo                              |
| 15     | 2016                                  | Brno                                  | Česko                                 | Honzovičová/Žolnerčíková K.           | 9. místo                              |
| 15     | 2016                                  | Brno                                  | Česko                                 | Balaková/Pokorná                      | 17. místo                             |
| 15     | 2016                                  | Brno                                  | Česko                                 | Džavoronok M./Sedlák                  | 9. místo                              |
| 15     | 2016                                  | Brno                                  | Česko                                 | Rulíšek/Tezzele                       | 9. místo                              |
| 15     | 2016                                  | Brno                                  | Česko                                 | Maňas/Holeček                         | 25. místo                             |
| 16     | 2017                                  | Kazaň                                 | Rusko                                 | Žolnerčíková K./Svobodová             | 6. místo                              |
| 16     | 2017                                  | Kazaň                                 | Rusko                                 | Sedlák/Maňas                          | 9. místo                              |
| 17     | 2018                                  | Brno                                  | Česko                                 | Honzovičová/Šulcová                   | 4. místo                              |
| 17     | 2018                                  | Brno                                  | Česko                                 | Kinská/Žolnerčíková K.                | 17. místo                             |
| 17     | 2018                                  | Brno                                  | Česko                                 | Tezzele/Svozilová                     | 17. místo                             |
| 17     | 2018                                  | Brno                                  | Česko                                 | Trousil/Vodička                       | 2. místo                              |
| 17     | 2018                                  | Brno                                  | Česko                                 | Zavadil/Šépka                         | 9. místo                              |
| 17     | 2018                                  | Brno                                  | Česko                                 | Beneš V./Maixner                      | 17. místo                             |
| 18     | 2019                                  | Baden                                 | Rakousko                              | Tezzele/Svozilová                     | 3. místo                              |
| 18     | 2019                                  | Baden                                 | Rakousko                              | Heřman/Šépka                          | 9. místo                              |
| 19     | 2020                                  | Izmír                                 | Turecko                               | Selicharová/Fixová                    | 9. místo                              |
| 19     | 2020                                  | Izmír                                 | Turecko                               | Tomasová/Koblížková                   | 17. místo                             |
| 19     | 2020                                  | Izmír                                 | Turecko                               | Němec/Malík                           | 9. místo                              |
| 19     | 2020                                  | Izmír                                 | Turecko                               | Poledník/Pohl                         | 25. místo                             |
| 20     | 2021                                  | Ljubljana                             | Slovinsko                             | Pavelková A./Pavelková K.             | 17. místo                             |
| 20     | 2021                                  | Ljubljana                             | Slovinsko                             | Fabikovič/Struska                     | 9. místo                              |
| 21     | 2022                                  | Loutraki                              | Řecko                                 | Pavelková K./Pavelková A.             | 1. místo                              |
| 21     | 2022                                  | Loutraki                              | Řecko                                 | Rydval/Westphal                       | 9. místo                              |
| 22     | 2023                                  | Madrid                                | Španělsko                             | Lajkebová/Kleiblová                   | 6. místo                              |
| 22     | 2023                                  | Madrid                                | Španělsko                             | Pavlusek/Votava                       | 9. místo                              |
| 23     | 2024                                  | Kachreti                              | Gruzie                                | Ebertová/Knoblochová                  | 5. místo                              |
| 23     | 2024                                  | Kachreti                              | Gruzie                                | Pavlusek/Votava                       | 17. místo                             |
| Celkem | Muži účast – 21× · – 0× · – 1× · – 0× | Muži účast – 21× · – 0× · – 1× · – 0× | Muži účast – 21× · – 0× · – 1× · – 0× | Ženy účast – 23× · – 4× · – 1× · – 2× | Ženy účast – 23× · – 4× · – 1× · – 2× |

### Mistrovství Evropy do 20 let
- rok 1999 - kategorie U19

| Edice  | Rok                                   | Město                                 | Stát                                  | Tým                                   | Umístění                              |
| ------ | ------------------------------------- | ------------------------------------- | ------------------------------------- | ------------------------------------- | ------------------------------------- |
| 1      | 1996                                  | Jurmala                               | Lotyšsko                              | Felbabová-Háječková/Štovičková        | 2. místo                              |
| 2      | 1999*                                 | Finestrat                             | Španělsko                             | Horáčková/Tychnová M.                 | 9. místo                              |
| 2      | 1999*                                 | Finestrat                             | Španělsko                             | Pekárek L./Průcha                     | 24. místo                             |
| 3      | 2000                                  | Norimberk                             | Německo                               | Bláhová/Pokorná                       | 9. místo                              |
| 3      | 2000                                  | Norimberk                             | Německo                               | Pláteník/Polanský                     | 7. místo                              |
| 4      | 2002                                  | Basilej                               | Švýcarsko                             | Maixnerová Mi./Pokorná Ve.            | 5. místo                              |
| 4      | 2002                                  | Basilej                               | Švýcarsko                             | Eliášová/Paková                       | 10. místo                             |
| 4      | 2002                                  | Basilej                               | Švýcarsko                             | Kolář/Rotrekl                         | 1. místo                              |
| 4      | 2002                                  | Basilej                               | Švýcarsko                             | Klapal/Nezdařil                       | 4. místo                              |
| 5      | 2003                                  | Salzburg                              | Rakousko                              | Doležalová/Weissová                   | 5. místo                              |
| 5      | 2003                                  | Salzburg                              | Rakousko                              | Eliášová/Markgrafová                  | 10. místo                             |
| 5      | 2003                                  | Salzburg                              | Rakousko                              | Klapal/Nezdařil                       | 10. místo                             |
| 5      | 2003                                  | Salzburg                              | Rakousko                              | Gottwald /Hejna                       | 11. místo                             |
| 6      | 2004                                  | Koper                                 | Slovinsko                             | Doležalová/Nakládalová                | 7. místo                              |
| 6      | 2004                                  | Koper                                 | Slovinsko                             | Formánková/Weissová                   | 19. místo                             |
| 6      | 2004                                  | Koper                                 | Slovinsko                             | Nezdařil/Tichý                        | 9. místo                              |
| 7      | 2005                                  | Tel Aviv                              | Izrael                                | Opravilová/Nausch-Sluková             | 7. místo                              |
| 7      | 2005                                  | Tel Aviv                              | Izrael                                | Šmídová/Weissová                      | 13. místo                             |
| 7      | 2005                                  | Tel Aviv                              | Izrael                                | Kufa/Tichý                            | 13. místo                             |
| 8      | 2006                                  | Ankaran                               | Slovinsko                             | Kolocová-Hoidarová/Nausch-Sluková     | 7. místo                              |
| 8      | 2006                                  | Ankaran                               | Slovinsko                             | Habr/Moník                            | 9. místo                              |
| 9      | 2007                                  | Scheveningen                          | Nizozemsko                            | Kolocová-Hoidarová/Nausch-Sluková     | 2. místo                              |
| 9      | 2007                                  | Scheveningen                          | Nizozemsko                            | Habr/Moník                            | 4. místo                              |
| 10     | 2008                                  | San Salvo                             | Itálie                                | Halbichová/Jeřábková                  | 4. místo                              |
| 10     | 2008                                  | San Salvo                             | Itálie                                | Bonnerová-Williams/Gálová-Davidová    | 17. místo                             |
| 10     | 2008                                  | San Salvo                             | Itálie                                | Kořínek/Rohrl                         | 13. místo                             |
| 10     | 2008                                  | San Salvo                             | Itálie                                | Borovec/Mauler                        | 19. místo                             |
| 11     | 2009                                  | Kos                                   | Řecko                                 | Bonnerová-Williams/Hermannová         | 7. místo                              |
| 11     | 2009                                  | Kos                                   | Řecko                                 | Gálová-Davidová/Machová               | 9. místo                              |
| 11     | 2009                                  | Kos                                   | Řecko                                 | Hadrava J./Gucky                      | 13. místo                             |
| 12     | 2010                                  | Catania                               | Itálie                                | Machová/Gálová-Davidová               | 7. místo                              |
| 12     | 2010                                  | Catania                               | Itálie                                | Hadrava J./Gucky                      | 9. místo                              |
| 13     | 2011                                  | Tel Aviv                              | Izrael                                | Gálová-Davidová/Vaňková               | 5. místo                              |
| 13     | 2011                                  | Tel Aviv                              | Izrael                                | Biječek/Doubravský                    | 19. místo                             |
| 14     | 2012                                  | Hartberg                              | Rakousko                              | Dostálová-Černá/Třešňáková            | 9. místo                              |
| 14     | 2012                                  | Hartberg                              | Rakousko                              | Pihera M./Trojan                      | 17. místo                             |
| 15     | 2013                                  | Vilnius                               | Litva                                 | Dostálová N./Vaňková                  | 5. místo                              |
| 15     | 2013                                  | Vilnius                               | Litva                                 | Pilátová/Třešňáková                   | 9. místo                              |
| 15     | 2013                                  | Vilnius                               | Litva                                 | Džavoronok D./Hadrava M.              | 17. místo                             |
| 16     | 2014                                  | Cesenatico                            | Itálie                                | Dostálová N./Komárková                | 9. místo                              |
| 16     | 2014                                  | Cesenatico                            | Itálie                                | Beneš O./Hadrava M.                   | 9. místo                              |
| 17     | 2015                                  | Larnaka                               | Kypr                                  | Adamčíková/Komárková                  | 9. místo                              |
| 17     | 2015                                  | Larnaka                               | Kypr                                  | Gala/Kraffer                          | 17. místo                             |
| 18     | 2016                                  | Antalya                               | Turecko                               | Kotlasová/Resová-Mokrá                | 9. místo                              |
| 18     | 2016                                  | Antalya                               | Turecko                               | Gala/Velich                           | 17. místo                             |
| 19     | 2017                                  | Vulcano                               | Itálie                                | Kotlasová/Resová-Mokrá                | 5. místo                              |
| 19     | 2017                                  | Vulcano                               | Itálie                                | Pavlovský/Sedlák                      | 9. místo                              |
| 20     | 2018                                  | Anapa                                 | Rusko                                 | Maixnerová Ma./Štochlová              | 4. místo                              |
| 20     | 2018                                  | Anapa                                 | Rusko                                 | Břínková/Žurková                      | 17. místo                             |
| 20     | 2018                                  | Anapa                                 | Rusko                                 | Džavoronok M./Tezzele                 | 17. místo                             |
| 21     | 2019                                  | Göteborg                              | Švédsko                               | Honzovičová/Šulcová                   | 5. místo                              |
| 21     | 2019                                  | Göteborg                              | Švédsko                               | Neuschaeferová/Břínková               | 9. místo                              |
| 21     | 2019                                  | Göteborg                              | Švédsko                               | Maňas/Sedlák                          | 17. místo                             |
| 22     | 2020                                  | Brno                                  | Česko                                 | Honzovičová/Šulcová                   | 6. místo                              |
| 22     | 2020                                  | Brno                                  | Česko                                 | Svozilová/Tezzele                     | 9. místo                              |
| 22     | 2020                                  | Brno                                  | Česko                                 | Klinská/Břínková                      | 9. místo                              |
| 22     | 2020                                  | Brno                                  | Česko                                 | Beneš O./Trousil                      | 9. místo                              |
| 22     | 2020                                  | Brno                                  | Česko                                 | Štoček/Zavadil                        | 9. místo                              |
| 22     | 2020                                  | Brno                                  | Česko                                 | Šépka/Semerád                         | 9. místo                              |
| 23     | 2021                                  | Izmír                                 | Turecko                               | Neuschaeferová/Břínková               | 9. místo                              |
| 23     | 2021                                  | Izmír                                 | Turecko                               | Šépka/Semerád                         | 17. místo                             |
| 24     | 2022                                  | Izmír                                 | Turecko                               | Pavelková A./Pavelková K.             | 13. místo                             |
| 24     | 2022                                  | Izmír                                 | Turecko                               | Oliva/Kurka                           | 4. místo                              |
| 25     | 2023                                  | Riga                                  | Lotyšsko                              | Pavelková A./Pavelková K.             | 3. místo                              |
| 25     | 2023                                  | Riga                                  | Lotyšsko                              | Oliva/Westphal                        | 5. místo                              |
| 26     | 2024                                  | Myslowice                             | Polsko                                | Pavelková A./Pavelková K.             | 7. místo                              |
| 26     | 2024                                  | Myslowice                             | Polsko                                | Westphal/Rydval                       | 9. místo                              |
| Celkem | Muži účast – 25× · – 1× · – 0× · – 0× | Muži účast – 25× · – 1× · – 0× · – 0× | Muži účast – 25× · – 1× · – 0× · – 0× | Ženy účast – 26× · – 0× · – 2× · – 1× | Ženy účast – 26× · – 0× · – 2× · – 1× |

### Mistrovství Evropy do 22 let
- do roku 2012 (včetně) se hrála kategorie do 23 let

| Edice  | Rok                                   | Město                                 | Stát                                  | Tým                                       | Umístění                              |
| ------ | ------------------------------------- | ------------------------------------- | ------------------------------------- | ----------------------------------------- | ------------------------------------- |
| 1      | 2000                                  | San Marino                            | San Marino                            | Felbábová-Háječková/Těknědžjanová-Bendová | 1. místo                              |
| 1      | 2000                                  | San Marino                            | San Marino                            | Koubek/Pavlas                             | 10. místo                             |
| 2      | 2001                                  | Esposende                             | Portugalsko                           | Felbábová-Háječková/Maixnerová Mi.        | 2. místo                              |
| 2      | 2001                                  | Esposende                             | Portugalsko                           | Bláhová/Pokorná                           | 7. místo                              |
| 2      | 2001                                  | Esposende                             | Portugalsko                           | Koubek/Pavlas                             | 9. místo                              |
| 2      | 2001                                  | Esposende                             | Portugalsko                           | Bíza/Svoboda                              | 9. místo                              |
| 3      | 2003                                  | Stare Jablonki                        | Polsko                                | Tychnová K./Tychnová M.                   | 1. místo                              |
| 3      | 2003                                  | Stare Jablonki                        | Polsko                                | Klapalová-Skalníková/Petrová              | 19. místo                             |
| 3      | 2003                                  | Stare Jablonki                        | Polsko                                | Rotrekl/Smrčka                            | 5. místo                              |
| 3      | 2003                                  | Stare Jablonki                        | Polsko                                | Klapal/Weiss                              | 19. místo                             |
| 4      | 2004                                  | Brno                                  | Česko                                 | Klapalová-Skalníková/Petrová              | 7. místo                              |
| 4      | 2004                                  | Brno                                  | Česko                                 | Doležalová/Nakládalová                    | 13. místo                             |
| 4      | 2004                                  | Brno                                  | Česko                                 | Kolář/Rotrekl                             | 5. místo                              |
| 4      | 2004                                  | Brno                                  | Česko                                 | Klapal/Weiss                              | 13. místo                             |
| 5      | 2005                                  | Myslowice                             | Polsko                                | Nakládalová/Pokorná Ve.                   | 3. místo                              |
| 5      | 2005                                  | Myslowice                             | Polsko                                | Goliašová/Weissová                        | 9. místo                              |
| 5      | 2005                                  | Myslowice                             | Polsko                                | Klapal/Kolář                              | 5. místo                              |
| 6      | 2006                                  | St. Pölten                            | Rakousko                              | Goliašová/Štorková                        | 7. místo                              |
| 6      | 2006                                  | St. Pölten                            | Rakousko                              | Kolocová-Hoidarová/Nausch-Sluková         | 9. místo                              |
| 6      | 2006                                  | St. Pölten                            | Rakousko                              | Kolář P./Tichý                            | 7. místo                              |
| 7      | 2007                                  | Paralimni                             | Kypr                                  | Goliašová/Weissová                        | 2. místo                              |
| 7      | 2007                                  | Paralimni                             | Kypr                                  | Kolář P./Tichý                            | 5. místo                              |
| 8      | 2008                                  | Espinho                               | Portugalsko                           | Kolocová-Hoidarová/Nausch-Sluková         | 2. místo                              |
| 8      | 2008                                  | Espinho                               | Portugalsko                           | Goliašová/Weissová                        | 9. místo                              |
| 8      | 2008                                  | Espinho                               | Portugalsko                           | Habr/Moník                                | 13. místo                             |
| 9      | 2009                                  | Kaliningrad                           | Rusko                                 | Kolocová-Hoidarová/Nausch-Sluková         | 2. místo                              |
| 9      | 2009                                  | Kaliningrad                           | Rusko                                 | Řeháčková/Vorlová                         | 9. místo                              |
| 9      | 2009                                  | Kaliningrad                           | Rusko                                 | Kufa R./Růčka                             | 17. místo                             |
| 10     | 2010                                  | Kos                                   | Řecko                                 | Kolocová-Hoidarová/Nausch-Sluková         | 1. místo                              |
| 10     | 2010                                  | Kos                                   | Řecko                                 | Bonnerová-Williams/Hermannová             | 7. místo                              |
| 10     | 2010                                  | Kos                                   | Řecko                                 | Habr/Moník                                | 9. místo                              |
| 11     | 2011                                  | Porto                                 | Portugalsko                           | Bonnerová-Williams/Hermannová             | 7. místo                              |
| 11     | 2011                                  | Porto                                 | Portugalsko                           | Kvapilová-Frank/Štastná                   | 19. místo                             |
| 11     | 2011                                  | Porto                                 | Portugalsko                           | Hadrava/Lenc                              | 9. místo                              |
| 12     | 2012                                  | Assen                                 | Nizozemsko                            | Gálová-Davidová/Vaňková                   | 5. místo                              |
| 12     | 2012                                  | Assen                                 | Nizozemsko                            | Finger/Lenc                               | 19. místo                             |
| 13     | 2013                                  | Varna                                 | Bulharsko                             | Gálová-Davidová/Třešňáková                | 3. místo                              |
| 13     | 2013                                  | Varna                                 | Bulharsko                             | Kotvová/Vaňková                           | 17. místo                             |
| 13     | 2013                                  | Varna                                 | Bulharsko                             | Hakl/Vána                                 | 17. místo                             |
| 13     | 2013                                  | Varna                                 | Bulharsko                             | Beneš O./Perušič                          | 25. místo                             |
| 14     | 2014                                  | Fethiye                               | Turecko                               | Olivová/Bendíková                         | 7. místo                              |
| 14     | 2014                                  | Fethiye                               | Turecko                               | Komárková/Dostalová N.                    | 9. místo                              |
| 14     | 2014                                  | Fethiye                               | Turecko                               | Beneš O./Perušič                          | 9. místo                              |
| 14     | 2014                                  | Fethiye                               | Turecko                               | Kuryl/Samec                               | 17. místo                             |
| 15     | 2015                                  | Macedo de Cavaleiros                  | Portugalsko                           | Bendíková/Dostálová-Černá                 | 9. místo                              |
| 15     | 2015                                  | Macedo de Cavaleiros                  | Portugalsko                           | Válková/Dostalová N.                      | 9. místo                              |
| 15     | 2015                                  | Macedo de Cavaleiros                  | Portugalsko                           | Perušič/Vána                              | 4. místo                              |
| 16     | 2016                                  | Thessaloniki                          | Řecko                                 | Bendíková/Komárková                       | 9. místo                              |
| 16     | 2016                                  | Thessaloniki                          | Řecko                                 | Berčík V./Šťastný                         | 25. místo                             |
| 17     | 2017                                  | Baden                                 | Rakousko                              | Kotlasová/Resová-Mokrá                    | 5. místo                              |
| 17     | 2017                                  | Baden                                 | Rakousko                              | Gala/Melmuka                              | 25. místo                             |
| 18     | 2018                                  | Jurmala                               | Lotyšsko                              | Kotlasová/Resová-Mokrá                    | 9. místo                              |
| 18     | 2018                                  | Jurmala                               | Lotyšsko                              | Džavoronok M./Tezzele                     | 17. místo                             |
| 19     | 2019                                  | Antalya                               | Turecko                               | Dunárová/Štochlová                        | 9. místo                              |
| 19     | 2019                                  | Antalya                               | Turecko                               | Kotlasová/Resová-Mokrá                    | 17. místo                             |
| 19     | 2019                                  | Antalya                               | Turecko                               | Sedlák/Maňas                              | 9. místo                              |
| 20     | 2020                                  | Izmir                                 | Turecko                               | Břínková/Neuschaeferová                   | 9. místo                              |
| 20     | 2020                                  | Izmir                                 | Turecko                               | Honzovičová/Žolnerčíková K.               | 17. místo                             |
| 20     | 2020                                  | Izmir                                 | Turecko                               | Semerád/Maňas                             | 9. místo                              |
| 20     | 2020                                  | Izmir                                 | Turecko                               | Melmuka/Knobloch                          | 17. místo                             |
| 21     | 2021                                  | Baden                                 | Rakousko                              | Svobodová/Žolnerčíková K.                 | 9. místo                              |
| 21     | 2021                                  | Baden                                 | Rakousko                              | Svozilová/Tezzele                         | 25. místo                             |
| 21     | 2021                                  | Baden                                 | Rakousko                              | Sedlák/Maňas                              | 9. místo                              |
| 22     | 2022                                  | Vlissingen                            | Nizozemsko                            | Honzovičová/Svozilová                     | 9. místo                              |
| 22     | 2022                                  | Vlissingen                            | Nizozemsko                            | Šépka/Semerád                             | 5. místo                              |
| 23     | 2023                                  | Temešvár                              | Rumunsko                              | Neuschaeferová/Svozilová                  | 2. místo                              |
| 23     | 2023                                  | Temešvár                              | Rumunsko                              | Šépka/Semerád                             | 5. místo                              |
| 24     | 2024                                  | Termal, Yalova                        | Turecko                               | Pavelková A./Pavelková K.                 | 1. místo                              |
| 24     | 2024                                  | Termal, Yalova                        | Turecko                               | Oliva/Kurka                               | 9. místo                              |
| 25     | 2025                                  | Baden                                 | Rakousko                              | Pavelková A./Pavelková K.                 | 2. místo                              |
| 25     | 2025                                  | Baden                                 | Rakousko                              | Knoblochová L./Petříková                  | 5. místo                              |
| 25     | 2025                                  | Baden                                 | Rakousko                              | Oliva/Červa                               | 17. místo                             |
| Celkem | Muži účast – 25× · – 0× · – 0× · – 0× | Muži účast – 25× · – 0× · – 0× · – 0× | Muži účast – 25× · – 0× · – 0× · – 0× | Ženy účast – 25× · – 4× · – 6× · – 2×     | Ženy účast – 25× · – 4× · – 6× · – 2× |

## Medailové úspěchy českých týmů
Níže jsou uvedeny medailové úspěchy českých týmů na mezinárodních turnajích pořádané FIVB nebo CEV. Do výčtu nejsou zahrnuty jakékoliv národní turnaje, turnaje v jednotlivých zónách (typicky MEVZA) a jakékoliv další "nestandardní" turnaje typu, kvalifikačního turnaje na OH, turnaj národů (Continental Cup), akademické mistrovství apod.
| Rok    | Místo                                       | Turnaj                                      | Kat.                                        | Hráč(ka)                                    | Tým                                         | Umístění |
| ------ | ------------------------------------------- | ------------------------------------------- | ------------------------------------------- | ------------------------------------------- | ------------------------------------------- | -------- |
| 1994   | Espinho                                     | ME                                          | W                                           | Hudcová                                     | Hudcová/Štorková                            | 2. místo |
| 1994   | Espinho                                     | ME                                          | W                                           | Štorková                                    | Hudcová/Štorková                            | 2. místo |
| 1995   | Saint-Quay-Portrieux                        | ME                                          | M                                           | Fikar                                       | Fikar/Džavoronok Mi.                        | 2. místo |
| 1995   | Saint-Quay-Portrieux                        | ME                                          | M                                           | Džavoronok Mi.                              | Fikar/Džavoronok Mi.                        | 2. místo |
| 1996   | Pescara                                     | ME                                          | W                                           | Celbová-Ryšavá                              | Celbová-Ryšavá/Dosoudilová-Nováková         | 1. místo |
| 1996   | Pescara                                     | ME                                          | W                                           | Dosoudilová-Nováková                        | Celbová-Ryšavá/Dosoudilová-Nováková         | 1. místo |
| 1996   | Pescara                                     | ME                                          | M                                           | Palinek                                     | Palinek/Pakosta                             | 1. místo |
| 1996   | Pescara                                     | ME                                          | M                                           | Pakosta                                     | Palinek/Pakosta                             | 1. místo |
| 1996   | Jurmala                                     | ME U20                                      | W                                           | Felbábová-Háječková                         | Felbábová-Háječková/Šťovičková              | 2. místo |
| 1996   | Jurmala                                     | ME U20                                      | W                                           | Šťovičková                                  | Felbábová-Háječková/Šťovičková              | 2. místo |
| 1997   | Riccione                                    | ME                                          | W                                           | Celbová-Ryšavá                              | Celbová-Ryšavá/Dosoudilová-Nováková         | 3. místo |
| 1997   | Riccione                                    | ME                                          | W                                           | Dosoudilová-Nováková                        | Celbová-Ryšavá/Dosoudilová-Nováková         | 3. místo |
| 1998   | Marathon, Schinias                          | ME U18                                      | W                                           | Stehnová                                    | Stehnová/Tychnová M.                        | 1. místo |
| 1998   | Marathon, Schinias                          | ME U18                                      | W                                           | Tychnová M.                                 | Stehnová/Tychnová M.                        | 1. místo |
| 1998   | Rhodos                                      | ME                                          | W                                           | Celbová-Ryšavá                              | Celbová-Ryšavá/Dosoudilová-Nováková         | 1. místo |
| 1998   | Rhodos                                      | ME                                          | W                                           | Dosoudilová-Nováková                        | Celbová-Ryšavá/Dosoudilová-Nováková         | 1. místo |
| 1998   | Jona                                        | Challenger                                  | M                                           | Stejskal                                    | Stejskal/Chromý                             | 1. místo |
| 1998   | Jona                                        | Challenger                                  | M                                           | Chromý                                      | Stejskal/Chromý                             | 1. místo |
| 1999   | Mallorca                                    | ME                                          | W                                           | Celbová-Ryšavá                              | Celbová-Ryšavá/Dosoudilová-Nováková         | 3. místo |
| 1999   | Mallorca                                    | ME                                          | W                                           | Dosoudilová-Nováková                        | Celbová-Ryšavá/Dosoudilová-Nováková         | 3. místo |
| 1999   | Xylokastro                                  | Open                                        | W                                           | Celbová-Ryšavá                              | Celbová-Ryšavá/Dosoudilová-Nováková         | 3. místo |
| 1999   | Xylokastro                                  | Open                                        | W                                           | Dosoudilová-Nováková                        | Celbová-Ryšavá/Dosoudilová-Nováková         | 3. místo |
| 1999   | Pescara                                     | Open                                        | W                                           | Hudcová                                     | Hudcová/Tobiášová                           | 3. místo |
| 1999   | Pescara                                     | Open                                        | W                                           | Tobiášová                                   | Hudcová/Tobiášová                           | 3. místo |
| 2000   | San Marino                                  | ME U23                                      | W                                           | Felbábová-Háječková                         | Felbábová-Háječková/Těknědžjanová-Bendová   | 1. místo |
| 2000   | San Marino                                  | ME U23                                      | W                                           | Těknědžjanová-Bendová                       | Felbábová-Háječková/Těknědžjanová-Bendová   | 1. místo |
| 2000   | Almere                                      | Open                                        | W                                           | Hudcová                                     | Hudcová/Tobiášová                           | 1. místo |
| 2000   | Almere                                      | Open                                        | W                                           | Tobiášová                                   | Hudcová/Tobiášová                           | 1. místo |
| 2000   | Siofok                                      | Challenger                                  | W                                           | Felbábová-Háječková                         | Felbábová-Háječková/Těknědžjanová-Bendová   | 3. místo |
| 2000   | Siofok                                      | Challenger                                  | W                                           | Těknědžjanová-Bendová                       | Felbábová-Háječková/Těknědžjanová-Bendová   | 3. místo |
| 2001   | Esposende                                   | ME U23                                      | W                                           | Felbábová-Háječková                         | Felbábová-Háječková/Maixnerová Mi.          | 2. místo |
| 2001   | Esposende                                   | ME U23                                      | W                                           | Maixnerová Mi.                              | Felbábová-Háječková/Maixnerová Mi.          | 2. místo |
| 2001   | Klagenfurt                                  | MS                                          | W                                           | Celbová-Ryšavá                              | Celbová-Ryšavá/Dosoudilová-Nováková         | 3. místo |
| 2001   | Klagenfurt                                  | MS                                          | W                                           | Dosoudilová-Nováková                        | Celbová-Ryšavá/Dosoudilová-Nováková         | 3. místo |
| 2001   | Le Lavandou                                 | MS U21                                      | W                                           | Tychnová K.                                 | Tychnová K./Tychnová M.                     | 3. místo |
| 2001   | Le Lavandou                                 | MS U21                                      | W                                           | Tychnová M.                                 | Tychnová K./Tychnová M.                     | 3. místo |
| 2002   | Záhřeb                                      | Challenger                                  | W                                           | Celbová-Ryšavá                              | Celbová-Ryšavá/Dosoudilová-Nováková         | 1. místo |
| 2002   | Záhřeb                                      | Challenger                                  | W                                           | Dosoudilová-Nováková                        | Celbová-Ryšavá/Dosoudilová-Nováková         | 1. místo |
| 2002   | Basilej                                     | ME U20                                      | M                                           | Kolář                                       | Kolář/Rotrekl                               | 1. místo |
| 2002   | Basilej                                     | ME U20                                      | M                                           | Rotrekl                                     | Kolář/Rotrekl                               | 1. místo |
| 2002   | Rethymnon                                   | Open                                        | W                                           | Celbová-Ryšavá                              | Celbová-Ryšavá/Dosoudilová-Nováková         | 2. místo |
| 2002   | Rethymnon                                   | Open                                        | W                                           | Dosoudilová-Nováková                        | Celbová-Ryšavá/Dosoudilová-Nováková         | 2. místo |
| 2002   | Analya                                      | Challenger                                  | W                                           | Tobiášová                                   | Tobiášová/Těknědžjanová-Bendová             | 3. místo |
| 2002   | Analya                                      | Challenger                                  | W                                           | Těknědžjanová-Bendová                       | Tobiášová/Těknědžjanová-Bendová             | 3. místo |
| 2002   | Basilej                                     | ME                                          | W                                           | Celbová-Ryšavá                              | Celbová-Ryšavá/Dosoudilová-Nováková         | 3. místo |
| 2002   | Basilej                                     | ME                                          | W                                           | Dosoudilová-Nováková                        | Celbová-Ryšavá/Dosoudilová-Nováková         | 3. místo |
| 2002   | Záhřeb                                      | Challenger                                  | W                                           | Tobiášová                                   | Tobiášová/Těknědžjanová-Bendová             | 3. místo |
| 2002   | Záhřeb                                      | Challenger                                  | W                                           | Těknědžjanová-Bendová                       | Tobiášová/Těknědžjanová-Bendová             | 3. místo |
| 2003   | Stare Jablonki                              | ME U23                                      | W                                           | Tychnová K.                                 | Tychnová K./Tychnová M.                     | 1. místo |
| 2003   | Stare Jablonki                              | ME U23                                      | W                                           | Tychnová M.                                 | Tychnová K./Tychnová M.                     | 1. místo |
| 2003   | Záhřeb                                      | Challenger                                  | W                                           | Felbábová-Háječková                         | Felbábová-Háječková/Novotná                 | 1. místo |
| 2003   | Záhřeb                                      | Challenger                                  | W                                           | Novotná                                     | Felbábová-Háječková/Novotná                 | 1. místo |
| 2003   | Bali                                        | Open                                        | W                                           | Celbová-Ryšavá                              | Celbová-Ryšavá/Dosoudilová-Nováková         | 3. místo |
| 2003   | Bali                                        | Open                                        | W                                           | Dosoudilová-Nováková                        | Celbová-Ryšavá/Dosoudilová-Nováková         | 3. místo |
| 2003   | Saint Quay Portrieux                        | MS U21                                      | M                                           | Kolář                                       | Kolář/Rotrekl                               | 3. místo |
| 2003   | Saint Quay Portrieux                        | MS U21                                      | M                                           | Rotrekl                                     | Kolář/Rotrekl                               | 3. místo |
| 2004   | Porticcio                                   | Satellite                                   | W                                           | Tychnová K.                                 | Tychnová K./Tychnová M.                     | 1. místo |
| 2004   | Porticcio                                   | Satellite                                   | W                                           | Tychnová M.                                 | Tychnová K./Tychnová M.                     | 1. místo |
| 2004   | Roseto degli Abruzzi                        | Open                                        | W                                           | Celbová-Ryšavá                              | Celbová-Ryšavá/Dosoudilová-Nováková         | 1. místo |
| 2004   | Roseto degli Abruzzi                        | Open                                        | W                                           | Dosoudilová-Nováková                        | Celbová-Ryšavá/Dosoudilová-Nováková         | 1. místo |
| 2004   | Slavkov                                     | Challenger                                  | W                                           | Tychnová K.                                 | Tychnová K./Tychnová M.                     | 1. místo |
| 2004   | Slavkov                                     | Challenger                                  | W                                           | Tychnová M.                                 | Tychnová K./Tychnová M.                     | 1. místo |
| 2004   | Záhřeb                                      | Challenger                                  | W                                           | Felbábová-Háječková                         | Felbábová-Háječková/Novotná                 | 1. místo |
| 2004   | Záhřeb                                      | Challenger                                  | W                                           | Novotná                                     | Felbábová-Háječková/Novotná                 | 1. místo |
| 2004   | Slavkov                                     | Challenger                                  | M                                           | Bíza                                        | Bíza/Stejskal                               | 2. místo |
| 2004   | Slavkov                                     | Challenger                                  | M                                           | Stejskal                                    | Bíza/Stejskal                               | 2. místo |
| 2004   | Mallorca                                    | Open                                        | W                                           | Celbová-Ryšavá                              | Celbová-Ryšavá/Dosoudilová-Nováková         | 3. místo |
| 2004   | Mallorca                                    | Open                                        | W                                           | Dosoudilová-Nováková                        | Celbová-Ryšavá/Dosoudilová-Nováková         | 3. místo |
| 2004   | Milán                                       | Open                                        | W                                           | Celbová-Ryšavá                              | Celbová-Ryšavá/Dosoudilová-Nováková         | 3. místo |
| 2004   | Milán                                       | Open                                        | W                                           | Dosoudilová-Nováková                        | Celbová-Ryšavá/Dosoudilová-Nováková         | 3. místo |
| 2004   | Porto                                       | MS U21                                      | W                                           | Nakládalová                                 | Nakládalová/Opravilová                      | 3. místo |
| 2004   | Porto                                       | MS U21                                      | W                                           | Opravilová                                  | Nakládalová/Opravilová                      | 3. místo |
| 2004   | Záhřeb                                      | Challenger                                  | W                                           | Klapalová-Skalníková                        | Klapalová-Skalníková/Petrová                | 3. místo |
| 2004   | Záhřeb                                      | Challenger                                  | W                                           | Petrová                                     | Klapalová-Skalníková/Petrová                | 3. místo |
| 2004   | Slavkov                                     | Challenger                                  | M                                           | Palinek                                     | Palinek/Kubala                              | 3. místo |
| 2004   | Slavkov                                     | Challenger                                  | M                                           | Kubala                                      | Palinek/Kubala                              | 3. místo |
| 2004   | Záhřeb                                      | Challenger                                  | M                                           | Bíza                                        | Bíza/Stejskal                               | 3. místo |
| 2004   | Záhřeb                                      | Challenger                                  | M                                           | Stejskal                                    | Bíza/Stejskal                               | 3. místo |
| 2005   | Alba Adriatica                              | Satellite                                   | W                                           | Klapalová-Skalníková                        | Klapalová-Skalníková/Petrová                | 1. místo |
| 2005   | Alba Adriatica                              | Satellite                                   | W                                           | Petrová                                     | Klapalová-Skalníková/Petrová                | 1. místo |
| 2005   | Illichivsk                                  | ME U18                                      | W                                           | Kolocová-Hoidarová                          | Kolocová-Hoidarová/Nausch-Sluková           | 1. místo |
| 2005   | Illichivsk                                  | ME U18                                      | W                                           | Nausch-Sluková                              | Kolocová-Hoidarová/Nausch-Sluková           | 1. místo |
| 2005   | Myslowice                                   | ME U23                                      | W                                           | Nakládalová                                 | Nakládalová/Pokorná Ve.                     | 3. místo |
| 2005   | Myslowice                                   | ME U23                                      | W                                           | Pokorná Ve.                                 | Nakládalová/Pokorná Ve.                     | 3. místo |
| 2005   | Alba Adriatica                              | Satellite                                   | M                                           | Pavlas                                      | Pavlas/Svoboda                              | 3. místo |
| 2005   | Alba Adriatica                              | Satellite                                   | M                                           | Svoboda                                     | Pavlas/Svoboda                              | 3. místo |
| 2006   | Cyprus                                      | Challenger                                  | W                                           | Klapalová-Skalníková                        | Klapalová-Skalníková/Petrová                | 1. místo |
| 2006   | Cyprus                                      | Challenger                                  | W                                           | Petrová                                     | Klapalová-Skalníková/Petrová                | 1. místo |
| 2006   | Hamburk                                     | Masters                                     | W                                           | Felbábová-Háječková                         | Felbábová-Háječková/Novotná                 | 2. místo |
| 2006   | Hamburk                                     | Masters                                     | W                                           | Novotná                                     | Felbábová-Háječková/Novotná                 | 2. místo |
| 2006   | Lucern                                      | Masters                                     | M                                           | Bíza                                        | Bíza/Kubala                                 | 3. místo |
| 2006   | Lucern                                      | Masters                                     | M                                           | Kubala                                      | Bíza/Kubala                                 | 3. místo |
| 2007   | Brno                                        | Challenger                                  | M                                           | Lébl                                        | Lébl/Bíza                                   | 1. místo |
| 2007   | Brno                                        | Challenger                                  | M                                           | Bíza                                        | Lébl/Bíza                                   | 1. místo |
| 2007   | Haag                                        | Masters                                     | W                                           | Celbová-Ryšavá                              | Celbová-Ryšavá/Petrová                      | 2. místo |
| 2007   | Haag                                        | Masters                                     | W                                           | Petrová                                     | Celbová-Ryšavá/Petrová                      | 2. místo |
| 2007   | Paralimni                                   | ME U23                                      | W                                           | Goliašová                                   | Goliašová/Weissová                          | 2. místo |
| 2007   | Paralimni                                   | ME U23                                      | W                                           | Weissová                                    | Goliašová/Weissová                          | 2. místo |
| 2007   | Scheveningen                                | ME U20                                      | W                                           | Kolocová-Hoidarová                          | Kolocová-Hoidarová/Nausch-Sluková           | 2. místo |
| 2007   | Scheveningen                                | ME U20                                      | W                                           | Nausch-Sluková                              | Kolocová-Hoidarová/Nausch-Sluková           | 2. místo |
| 2007   | Myslowice                                   | MS U19                                      | W                                           | Halbichová                                  | Halbichová/Jeřábková                        | 3. místo |
| 2007   | Myslowice                                   | MS U19                                      | W                                           | Jeřábková                                   | Halbichová/Jeřábková                        | 3. místo |
| 2007   | Brno                                        | Challenger                                  | M                                           | Kubala                                      | Kubala/Pavlas                               | 3. místo |
| 2007   | Brno                                        | Challenger                                  | M                                           | Pavlas                                      | Kubala/Pavlas                               | 3. místo |
| 2008   | Vaduz                                       | Satellite                                   | M                                           | Kufa, D.                                    | Kufa, D./Kufa R.                            | 1. místo |
| 2008   | Vaduz                                       | Satellite                                   | M                                           | Kufa R.                                     | Kufa, D./Kufa R.                            | 1. místo |
| 2008   | Espinho                                     | ME U18                                      | W                                           | Dostálová Ve.                               | Dostálová Ve./Kotvová                       | 2. místo |
| 2008   | Espinho                                     | ME U18                                      | W                                           | Kotvová                                     | Dostálová Ve./Kotvová                       | 2. místo |
| 2008   | Espinho                                     | ME U23                                      | W                                           | Kolocová-Hoidarová                          | Kolocová-Hoidarová/Nausch-Sluková           | 2. místo |
| 2008   | Espinho                                     | ME U23                                      | W                                           | Nausch-Sluková                              | Kolocová-Hoidarová/Nausch-Sluková           | 2. místo |
| 2008   | Vaduz                                       | Satellite                                   | M                                           | Weiss                                       | Weiss/Tichý                                 | 2. místo |
| 2008   | Vaduz                                       | Satellite                                   | M                                           | Tichý                                       | Weiss/Tichý                                 | 2. místo |
| 2009   | Blackpool                                   | Masters                                     | W                                           | Felbábová-Háječková                         | Felbábová-Háječková/Dosoudilová-Nováková    | 2. místo |
| 2009   | Blackpool                                   | Masters                                     | W                                           | Dosoudilová-Nováková                        | Felbábová-Háječková/Dosoudilová-Nováková    | 2. místo |
| 2009   | Kaliningrad                                 | ME U23                                      | W                                           | Kolocová-Hoidarová                          | Kolocová-Hoidarová/Nausch-Sluková           | 2. místo |
| 2009   | Kaliningrad                                 | ME U23                                      | W                                           | Nausch-Sluková                              | Kolocová-Hoidarová/Nausch-Sluková           | 2. místo |
| 2010   | Kos                                         | ME U23                                      | W                                           | Kolocová-Hoidarová                          | Kolocová-Hoidarová/Nausch-Sluková           | 1. místo |
| 2010   | Kos                                         | ME U23                                      | W                                           | Nausch-Sluková                              | Kolocová-Hoidarová/Nausch-Sluková           | 1. místo |
| 2010   | Varna                                       | Challenger                                  | M                                           | Dumek                                       | Dumek/Tichý                                 | 3. místo |
| 2010   | Varna                                       | Challenger                                  | M                                           | Tichý                                       | Dumek/Tichý                                 | 3. místo |
| 2011   | Baden                                       | Satellite                                   | W                                           | Felbábová-Háječková                         | Felbábová-Háječková/Klapalová-Skalníková    | 1. místo |
| 2011   | Baden                                       | Satellite                                   | W                                           | Klapalová-Skalníková                        | Felbábová-Háječková/Klapalová-Skalníková    | 1. místo |
| 2011   | Geroskipou                                  | Satellite                                   | W                                           | Bonnerová-Williams                          | Bonnerová-Williams/Hermannová               | 1. místo |
| 2011   | Geroskipou                                  | Satellite                                   | W                                           | Hermannová                                  | Bonnerová-Williams/Hermannová               | 1. místo |
| 2011   | Varna                                       | Challenger                                  | W                                           | Tobiášová                                   | Tobiášová/Dosoudilová-Nováková              | 1. místo |
| 2011   | Varna                                       | Challenger                                  | W                                           | Dosoudilová-Nováková                        | Tobiášová/Dosoudilová-Nováková              | 1. místo |
| 2011   | Constanta                                   | Satellite                                   | M                                           | Rotrekl                                     | Rotrekl/Kufa R.                             | 1. místo |
| 2011   | Constanta                                   | Satellite                                   | M                                           | Kufa R.                                     | Rotrekl/Kufa R.                             | 1. místo |
| 2011   | Niechorze                                   | Masters                                     | W                                           | Kolocová-Hoidarová                          | Kolocová-Hoidarová/Nausch-Sluková           | 2. místo |
| 2011   | Niechorze                                   | Masters                                     | W                                           | Nausch-Sluková                              | Kolocová-Hoidarová/Nausch-Sluková           | 2. místo |
| 2012   | Varna                                       | Masters                                     | M                                           | Hadrava J.                                  | Hadrava J./Kufa R.                          | 1. místo |
| 2012   | Varna                                       | Masters                                     | M                                           | Kufa R.                                     | Hadrava J./Kufa R.                          | 1. místo |
| 2012   | Baden                                       | Masters                                     | W                                           | Felbábová-Háječková                         | Felbábová-Háječková/Klapalová-Skalníková    | 2. místo |
| 2012   | Baden                                       | Masters                                     | W                                           | Klapalová-Skalníková                        | Felbábová-Háječková/Klapalová-Skalníková    | 2. místo |
| 2012   | Novi Sad                                    | Masters                                     | M                                           | Hadrava J.                                  | Hadrava J./Kufa R.                          | 2. místo |
| 2012   | Novi Sad                                    | Masters                                     | M                                           | Kufa R.                                     | Hadrava J./Kufa R.                          | 2. místo |
| 2013   | Montpellier                                 | Satellite                                   | M                                           | Hadrava J.                                  | Hadrava J./Kufa R.                          | 1. místo |
| 2013   | Montpellier                                 | Satellite                                   | M                                           | Kufa R.                                     | Hadrava J./Kufa R.                          | 1. místo |
| 2013   | Soul                                        | Challenger                                  | W                                           | Klapalová-Skalníková                        | Klapalová-Skalníková/Missottenová-Voznicová | 2. místo |
| 2013   | Soul                                        | Challenger                                  | W                                           | Missottenová-Voznicová                      | Klapalová-Skalníková/Missottenová-Voznicová | 2. místo |
| 2013   | Lausanne                                    | Satellite                                   | M                                           | Hadrava J.                                  | Hadrava J./Kufa R.                          | 2. místo |
| 2013   | Lausanne                                    | Satellite                                   | M                                           | Kufa R.                                     | Hadrava J./Kufa R.                          | 2. místo |
| 2013   | Varna                                       | ME U22                                      | W                                           | Gálová-Davidová                             | Gálová-Davidová/Třešňáková                  | 3. místo |
| 2013   | Varna                                       | ME U22                                      | W                                           | Třešňáková                                  | Gálová-Davidová/Třešňáková                  | 3. místo |
| 2014   | Berlín                                      | Grand Slam                                  | W                                           | Kolocová-Hoidarová                          | Kolocová-Hoidarová/Nausch-Sluková           | 1. místo |
| 2014   | Berlín                                      | Grand Slam                                  | W                                           | Nausch-Sluková                              | Kolocová-Hoidarová/Nausch-Sluková           | 1. místo |
| 2014   | Mangaung                                    | World Tour                                  | W                                           | Bonnerová-Williams                          | Bonnerová-Williams/Hermannová               | 1. místo |
| 2014   | Mangaung                                    | World Tour                                  | W                                           | Hermannová                                  | Bonnerová-Williams/Hermannová               | 1. místo |
| 2014   | Praha                                       | World Tour                                  | W                                           | Kolocová-Hoidarová                          | Kolocová-Hoidarová/Nausch-Sluková           | 1. místo |
| 2014   | Praha                                       | World Tour                                  | W                                           | Nausch-Sluková                              | Kolocová-Hoidarová/Nausch-Sluková           | 1. místo |
| 2014   | Gstaad                                      | Grand Slam                                  | W                                           | Kolocová-Hoidarová                          | Kolocová-Hoidarová/Nausch-Sluková           | 3. místo |
| 2014   | Gstaad                                      | Grand Slam                                  | W                                           | Nausch-Sluková                              | Kolocová-Hoidarová/Nausch-Sluková           | 3. místo |
| 2015   | Antalya                                     | Open                                        | W                                           | Nausch-Sluková                              | Nausch-Sluková/Hermannová                   | 1. místo |
| 2015   | Antalya                                     | Open                                        | W                                           | Hermannová                                  | Nausch-Sluková/Hermannová                   | 1. místo |
| 2015   | Riga                                        | ME U18                                      | W                                           | Kotlasová                                   | Kotlasová/Štochlová                         | 3. místo |
| 2015   | Riga                                        | ME U18                                      | W                                           | Štochlová                                   | Kotlasová/Štochlová                         | 3. místo |
| 2015   | Baku                                        | Masters                                     | M                                           | Kubala                                      | Kubala/Hadrava J.                           | 3. místo |
| 2015   | Baku                                        | Masters                                     | M                                           | Hadrava J.                                  | Kubala/Hadrava J.                           | 3. místo |
| 2016   | Brno                                        | ME U18                                      | W                                           | Maixnerová Ma.                              | Maixnerová Ma./Štochlová                    | 1. místo |
| 2016   | Brno                                        | ME U18                                      | W                                           | Štochlová                                   | Maixnerová Ma./Štochlová                    | 1. místo |
| 2016   | Pelhřimov                                   | Satellite                                   | W                                           | Nausch-Sluková                              | Nausch-Sluková/Hermannová                   | 1. místo |
| 2016   | Pelhřimov                                   | Satellite                                   | W                                           | Hermannová                                  | Nausch-Sluková/Hermannová                   | 1. místo |
| 2016   | Vaduz                                       | Satellite                                   | W                                           | Kolocová-Hoidarová                          | Kolocová-Hoidarová/Kvapilová-Frank          | 1. místo |
| 2016   | Vaduz                                       | Satellite                                   | W                                           | Kvapilová-Frank                             | Kolocová-Hoidarová/Kvapilová-Frank          | 1. místo |
| 2016   | Pelhřimov                                   | Satellite                                   | M                                           | Perušič                                     | Perušič/Schweiner                           | 1. místo |
| 2016   | Pelhřimov                                   | Satellite                                   | M                                           | Schweiner                                   | Perušič/Schweiner                           | 1. místo |
| 2016   | Biel/Bienne                                 | ME                                          | W                                           | Nausch-Sluková                              | Nausch-Sluková/Hermannová                   | 2. místo |
| 2016   | Biel/Bienne                                 | ME                                          | W                                           | Hermannová                                  | Nausch-Sluková/Hermannová                   | 2. místo |
| 2016   | Lohja                                       | Satellite                                   | W                                           | Řeháčková                                   | Řeháčková/Dostálová-Černá M.                | 2. místo |
| 2016   | Lohja                                       | Satellite                                   | W                                           | Dostálová-Černá M.                          | Řeháčková/Dostálová-Černá M.                | 2. místo |
| 2016   | Pelhřimov                                   | Satellite                                   | W                                           | Kolocová-Hoidarová                          | Kolocová-Hoidarová/Kvapilová-Frank          | 2. místo |
| 2016   | Pelhřimov                                   | Satellite                                   | W                                           | Kvapilová-Frank                             | Kolocová-Hoidarová/Kvapilová-Frank          | 2. místo |
| 2016   | Pelhřimov                                   | Satellite                                   | W                                           | Bonnerová-Williams                          | Bonnerová-Williams/Nakládalová              | 3. místo |
| 2016   | Pelhřimov                                   | Satellite                                   | W                                           | Nakládalová                                 | Bonnerová-Williams/Nakládalová              | 3. místo |
| 2017   | Jurmala                                     | ME                                          | W                                           | Kolocová-Hoidarová                          | Kolocová-Hoidarová/Kvapilová-Frank          | 2. místo |
| 2017   | Jurmala                                     | ME                                          | W                                           | Kvapilová-Frank                             | Kolocová-Hoidarová/Kvapilová-Frank          | 2. místo |
| 2017   | Langkawi                                    | World Tour 1Star                            | W                                           | Bonnerová-Williams                          | Bonnerová-Williams/Nakládalová              | 2. místo |
| 2017   | Langkawi                                    | World Tour 1Star                            | W                                           | Nakládalová                                 | Bonnerová-Williams/Nakládalová              | 2. místo |
| 2017   | Poreč                                       | World Tour 5Star                            | W                                           | Nausch-Sluková                              | Nausch-Sluková/Hermannová                   | 2. místo |
| 2017   | Poreč                                       | World Tour 5Star                            | W                                           | Hermannová                                  | Nausch-Sluková/Hermannová                   | 2. místo |
| 2017   | Vaduz                                       | Satellite                                   | W                                           | Bonnerová-Williams                          | Bonnerová-Williams/Nakládalová              | 2. místo |
| 2017   | Vaduz                                       | Satellite                                   | W                                           | Nakládalová                                 | Bonnerová-Williams/Nakládalová              | 2. místo |
| 2017   | Montpellier                                 | World Tour 1Star                            | M                                           | Perušič                                     | Perušič/Schweiner                           | 2. místo |
| 2017   | Montpellier                                 | World Tour 1Star                            | M                                           | Schweiner                                   | Perušič/Schweiner                           | 2. místo |
| 2017   | Daegu                                       | World Tour 1Star                            | W                                           | Válková                                     | Válková/Žolnerčíková-Jamborová              | 3. místo |
| 2017   | Daegu                                       | World Tour 1Star                            | W                                           | Žolnerčíková-Jamborová                      | Válková/Žolnerčíková-Jamborová              | 3. místo |
| 2017   | Rio de Janeiro                              | World Tour 4Star                            | W                                           | Nausch-Sluková                              | Nausch-Sluková/Hermannová                   | 3. místo |
| 2017   | Rio de Janeiro                              | World Tour 4Star                            | W                                           | Hermannová                                  | Nausch-Sluková/Hermannová                   | 3. místo |
| 2017   | Yantarny                                    | Satellite                                   | W                                           | Řeháčková                                   | Řeháčková/Dostálová-Černá M.                | 3. místo |
| 2017   | Yantarny                                    | Satellite                                   | W                                           | Dostálová-Černá M.                          | Řeháčková/Dostálová-Černá M.                | 3. místo |
| 2018   | Ostrava                                     | World Tour 4Star                            | W                                           | Nausch-Sluková                              | Nausch-Sluková/Hermannová                   | 1. místo |
| 2018   | Ostrava                                     | World Tour 4Star                            | W                                           | Hermannová                                  | Nausch-Sluková/Hermannová                   | 1. místo |
| 2018   | Pelhřimov                                   | Masters                                     | W                                           | Kolocová-Hoidarová                          | Kolocová-Hoidarová/Kvapilová-Frank          | 1. místo |
| 2018   | Pelhřimov                                   | Masters                                     | W                                           | Kvapilová-Frank                             | Kolocová-Hoidarová/Kvapilová-Frank          | 1. místo |
| 2018   | Vídeň                                       | World Tour 5Star                            | W                                           | Nausch-Sluková                              | Nausch-Sluková/Hermannová                   | 1. místo |
| 2018   | Vídeň                                       | World Tour 5Star                            | W                                           | Hermannová                                  | Nausch-Sluková/Hermannová                   | 1. místo |
| 2018   | Samsun                                      | World Tour 1Star                            | M                                           | Weiss                                       | Weiss/Džavoronok D.                         | 1. místo |
| 2018   | Samsun                                      | World Tour 1Star                            | M                                           | Džavoronok D.                               | Weiss/Džavoronok D.                         | 1. místo |
| 2018   | Agadir                                      | World Tour 2Star                            | W                                           | Bonnerová-Williams                          | Bonnerová-Williams/Nakládalová              | 2. místo |
| 2018   | Agadir                                      | World Tour 2Star                            | W                                           | Nakládalová                                 | Bonnerová-Williams/Nakládalová              | 2. místo |
| 2018   | Hamburk                                     | World Tour Finals                           | W                                           | Nausch-Sluková                              | Nausch-Sluková/Hermannová                   | 2. místo |
| 2018   | Hamburk                                     | World Tour Finals                           | W                                           | Hermannová                                  | Nausch-Sluková/Hermannová                   | 2. místo |
| 2018   | Brno                                        | ME U18                                      | M                                           | Trousil                                     | Trousil/Vodička                             | 2. místo |
| 2018   | Brno                                        | ME U18                                      | M                                           | Vodička                                     | Trousil/Vodička                             | 2. místo |
| 2018   | Mersin                                      | World Tour 3Star                            | M                                           | Perušič                                     | Perušič/Schweiner                           | 2. místo |
| 2018   | Mersin                                      | World Tour 3Star                            | M                                           | Schweiner                                   | Perušič/Schweiner                           | 2. místo |
| 2018   | Samsun                                      | World Tour 1Star                            | M                                           | Mysliveček                                  | Mysliveček/Pihera M.                        | 2. místo |
| 2018   | Samsun                                      | World Tour 1Star                            | M                                           | Pihera M.                                   | Mysliveček/Pihera M.                        | 2. místo |
| 2018   | Haag                                        | ME                                          | W                                           | Nausch-Sluková                              | Nausch-Sluková/Hermannová                   | 3. místo |
| 2018   | Haag                                        | ME                                          | W                                           | Hermannová                                  | Nausch-Sluková/Hermannová                   | 3. místo |
| 2019   | Kuala Lumpur                                | World Tour 3Star                            | W                                           | Nausch-Sluková                              | Nausch-Sluková/Hermannová                   | 1. místo |
| 2019   | Kuala Lumpur                                | World Tour 3Star                            | W                                           | Hermannová                                  | Nausch-Sluková/Hermannová                   | 1. místo |
| 2019   | Visakhapatnam                               | World Tour 1Star                            | W                                           | Bonnerová-Williams                          | Bonnerová-Williams/Maixnerová Ma.           | 1. místo |
| 2019   | Visakhapatnam                               | World Tour 1Star                            | W                                           | Maixnerová Ma.                              | Bonnerová-Williams/Maixnerová Ma.           | 1. místo |
| 2019   | Qidong                                      | World Tour 2Star                            | W                                           | Kubíčková                                   | Kubíčková/Kvapilová-Frank                   | 2. místo |
| 2019   | Qidong                                      | World Tour 2Star                            | W                                           | Kvapilová-Frank                             | Kubíčková/Kvapilová-Frank                   | 2. místo |
| 2019   | Xiamen                                      | World Tour 4Star                            | W                                           | Nausch-Sluková                              | Nausch-Sluková/Hermannová                   | 2. místo |
| 2019   | Xiamen                                      | World Tour 4Star                            | W                                           | Hermannová                                  | Nausch-Sluková/Hermannová                   | 2. místo |
| 2019   | Ostrava                                     | World Tour 4Star                            | M                                           | Perušič                                     | Perušič/Schweiner                           | 2. místo |
| 2019   | Ostrava                                     | World Tour 4Star                            | M                                           | Schweiner                                   | Perušič/Schweiner                           | 2. místo |
| 2019   | Baden                                       | ME U18                                      | W                                           | Tezzele                                     | Tezzele/Svozilová                           | 3. místo |
| 2019   | Baden                                       | ME U18                                      | W                                           | Svozilová                                   | Tezzele/Svozilová                           | 3. místo |
| 2019   | Ios                                         | World Tour 1Star                            | M                                           | Habr                                        | Habr/Lenc                                   | 3. místo |
| 2019   | Ios                                         | World Tour 1Star                            | M                                           | Lenc                                        | Habr/Lenc                                   | 3. místo |
| 2021   | Ljubljana                                   | World Tour 1Star                            | W                                           | Bonnerová-Williams                          | Bonnerová-Williams/Štochlová                | 1. místo |
| 2021   | Ljubljana                                   | World Tour 1Star                            | W                                           | Štochlová                                   | Bonnerová-Williams/Štochlová                | 1. místo |
| 2021   | Doha                                        | World Tour 4Star                            | M                                           | Perušič                                     | Perušič/Schweiner                           | 1. místo |
| 2021   | Doha                                        | World Tour 4Star                            | M                                           | Schweiner                                   | Perušič/Schweiner                           | 1. místo |
| 2021   | Praha                                       | World Tour 2Star                            | M                                           | Perušič                                     | Perušič/Schweiner                           | 1. místo |
| 2021   | Praha                                       | World Tour 2Star                            | M                                           | Schweiner                                   | Perušič/Schweiner                           | 1. místo |
| 2021   | Brno                                        | World Tour 2Star                            | W                                           | Bonnerová-Williams                          | Bonnerová-Williams/Štochlová                | 2. místo |
| 2021   | Brno                                        | World Tour 2Star                            | W                                           | Štochlová                                   | Bonnerová-Williams/Štochlová                | 2. místo |
| 2021   | Cagliari                                    | World Tour Finals                           | M                                           | Perušič                                     | Perušič/Schweiner                           | 2. místo |
| 2021   | Cagliari                                    | World Tour Finals                           | M                                           | Schweiner                                   | Perušič/Schweiner                           | 2. místo |
| 2021   | Ostrava                                     | World Tour 4Star                            | M                                           | Perušič                                     | Perušič/Schweiner                           | 2. místo |
| 2021   | Ostrava                                     | World Tour 4Star                            | M                                           | Schweiner                                   | Perušič/Schweiner                           | 2. místo |
| 2021   | Cancun Hub                                  | World Tour 4Star                            | M                                           | Perušič                                     | Perušič/Schweiner                           | 3. místo |
| 2021   | Cancun Hub                                  | World Tour 4Star                            | M                                           | Schweiner                                   | Perušič/Schweiner                           | 3. místo |
| 2022   | Dubai                                       | Pro Tour Challenge                          | W                                           | Hermannová                                  | Hermannová/Štochlová                        | 1. místo |
| 2022   | Dubai                                       | Pro Tour Challenge                          | W                                           | Štochlová                                   | Hermannová/Štochlová                        | 1. místo |
| 2022   | Loutraki                                    | ME U18                                      | W                                           | Pavelková K.                                | Pavelková K./Pavelková A.                   | 1. místo |
| 2022   | Loutraki                                    | ME U18                                      | W                                           | Pavelková A.                                | Pavelková K./Pavelková A.                   | 1. místo |
| 2022   | Ios                                         | Pro Tour Futures                            | M                                           | Berčík, V.                                  | Berčík, V./Džavoronok M.                    | 1. místo |
| 2022   | Ios                                         | Pro Tour Futures                            | M                                           | Džavoronok M.                               | Berčík, V./Džavoronok M.                    | 1. místo |
| 2022   | Agadir                                      | Pro Tour Challenge                          | W                                           | Hermannová                                  | Hermannová/Štochlová                        | 2. místo |
| 2022   | Agadir                                      | Pro Tour Challenge                          | W                                           | Štochlová                                   | Hermannová/Štochlová                        | 2. místo |
| 2022   | Gstaad                                      | Pro Tour Elite16                            | M                                           | Perušič                                     | Perušič/Schweiner                           | 2. místo |
| 2022   | Gstaad                                      | Pro Tour Elite16                            | M                                           | Schweiner                                   | Perušič/Schweiner                           | 2. místo |
| 2022   | Itapema                                     | Pro Tour Challenge                          | M                                           | Perušič                                     | Perušič/Schweiner                           | 2. místo |
| 2022   | Itapema                                     | Pro Tour Challenge                          | M                                           | Schweiner                                   | Perušič/Schweiner                           | 2. místo |
| 2022   | Mnichov                                     | ME                                          | M                                           | Perušič                                     | Perušič/Schweiner                           | 2. místo |
| 2022   | Mnichov                                     | ME                                          | M                                           | Schweiner                                   | Perušič/Schweiner                           | 2. místo |
| 2022   | Ostrava                                     | Pro Tour Elite16                            | M                                           | Perušič                                     | Perušič/Schweiner                           | 2. místo |
| 2022   | Ostrava                                     | Pro Tour Elite16                            | M                                           | Schweiner                                   | Perušič/Schweiner                           | 2. místo |
| 2022   | Cortegaça                                   | Pro Tour Futures                            | W                                           | Dunárová                                    | Dunárová/Resová-Mokrá                       | 3. místo |
| 2022   | Cortegaça                                   | Pro Tour Futures                            | W                                           | Resová-Mokrá                                | Dunárová/Resová-Mokrá                       | 3. místo |
| 2023   | Brno                                        | Pro Tour Futures                            | W                                           | Hermannová                                  | Hermannová/Štochlová                        | 1. místo |
| 2023   | Brno                                        | Pro Tour Futures                            | W                                           | Štochlová                                   | Hermannová/Štochlová                        | 1. místo |
| 2023   | Paříž                                       | Pro Tour Elite16                            | M                                           | Perušič                                     | Perušič/Schweiner                           | 1. místo |
| 2023   | Paříž                                       | Pro Tour Elite16                            | M                                           | Schweiner                                   | Perušič/Schweiner                           | 1. místo |
| 2023   | Tlaxcala                                    | Mistrvoství Světa                           | M                                           | Perušič                                     | Perušič/Schweiner                           | 1. místo |
| 2023   | Tlaxcala                                    | Mistrvoství Světa                           | M                                           | Schweiner                                   | Perušič/Schweiner                           | 1. místo |
| 2023   | Uberlandia                                  | Pro Tour Elite16                            | M                                           | Perušič                                     | Perušič/Schweiner                           | 1. místo |
| 2023   | Uberlandia                                  | Pro Tour Elite16                            | M                                           | Schweiner                                   | Perušič/Schweiner                           | 1. místo |
| 2023   | Spiez                                       | Pro Tour Futures                            | W                                           | Břínková                                    | Břínková/Žolnerčíková                       | 2. místo |
| 2023   | Spiez                                       | Pro Tour Futures                            | W                                           | Žolnerčíková                                | Břínková/Žolnerčíková                       | 2. místo |
| 2023   | Temešvár                                    | ME U22                                      | W                                           | Neuschaeferová                              | Neuschaeferová/Svozilová                    | 2. místo |
| 2023   | Temešvár                                    | ME U22                                      | W                                           | Svozilová                                   | Neuschaeferová/Svozilová                    | 2. místo |
| 2023   | Brno                                        | Pro Tour Futures                            | M                                           | Berčík, V.                                  | Berčík, V./Džavoronok M.                    | 2. místo |
| 2023   | Brno                                        | Pro Tour Futures                            | M                                           | Džavoronok M.                               | Berčík, V./Džavoronok M.                    | 2. místo |
| 2023   | Lecce                                       | Pro Tour Futures                            | M                                           | Oliva                                       | Oliva/Trousil                               | 2. místo |
| 2023   | Lecce                                       | Pro Tour Futures                            | M                                           | Trousil                                     | Oliva/Trousil                               | 2. místo |
| 2023   | Edmonton                                    | Pro Tour Challenge                          | W                                           | Hermannová                                  | Hermannová/Štochlová                        | 3. místo |
| 2023   | Edmonton                                    | Pro Tour Challenge                          | W                                           | Štochlová                                   | Hermannová/Štochlová                        | 3. místo |
| 2023   | Riga                                        | ME U20                                      | W                                           | Pavelková A.                                | Pavelková A./Pavelková K.                   | 3. místo |
| 2023   | Riga                                        | ME U20                                      | W                                           | Pavelková K.                                | Pavelková A./Pavelková K.                   | 3. místo |
| 2023   | Satun                                       | Pro Tour Futures                            | W                                           | Dvorníková                                  | Dvorníková/Pospíšilová                      | 3. místo |
| 2023   | Satun                                       | Pro Tour Futures                            | W                                           | Pospíšilová                                 | Dvorníková/Pospíšilová                      | 3. místo |
| 2024   | Brno                                        | Pro Tour Futures                            | W                                           | Neuschaeferová                              | Neuschaeferová/Svozilová                    | 1. místo |
| 2024   | Brno                                        | Pro Tour Futures                            | W                                           | Svozilová                                   | Neuschaeferová/Svozilová                    | 1. místo |
| 2024   | Termal, Yalova                              | ME U22                                      | W                                           | Pavelková A.                                | Pavelková A./Pavelková K.                   | 1. místo |
| 2024   | Termal, Yalova                              | ME U22                                      | W                                           | Pavelková K.                                | Pavelková A./Pavelková K.                   | 1. místo |
| 2024   | Brno                                        | Pro Tour Futures                            | M                                           | Perušič                                     | Perušič/Schweiner                           | 1. místo |
| 2024   | Brno                                        | Pro Tour Futures                            | M                                           | Schweiner                                   | Perušič/Schweiner                           | 1. místo |
| 2024   | Leuven                                      | Pro Tour Futures                            | M                                           | Šépka                                       | Šépka/Sedlák                                | 1. místo |
| 2024   | Leuven                                      | Pro Tour Futures                            | M                                           | Sedlák                                      | Šépka/Sedlák                                | 1. místo |
| 2024   | Nuvali                                      | Pro Tour Futures                            | M                                           | Oliva                                       | Oliva/Kurka                                 | 1. místo |
| 2024   | Nuvali                                      | Pro Tour Futures                            | M                                           | Kurka                                       | Oliva/Kurka                                 | 1. místo |
| 2024   | Stare Jablonki                              | Pro Tour Challenge                          | M                                           | Perušič                                     | Perušič/Schweiner                           | 1. místo |
| 2024   | Stare Jablonki                              | Pro Tour Challenge                          | M                                           | Schweiner                                   | Perušič/Schweiner                           | 1. místo |
| 2024   | Spiez                                       | Pro Tour Futures                            | W                                           | Nausch-Sluková                              | Nausch-Sluková/Žolnerčíková                 | 2. místo |
| 2024   | Spiez                                       | Pro Tour Futures                            | W                                           | Žolnerčíková                                | Nausch-Sluková/Žolnerčíková                 | 2. místo |
| 2024   | Brno                                        | Pro Tour Futures                            | M                                           | Waber                                       | Waber/Ježek                                 | 2. místo |
| 2024   | Brno                                        | Pro Tour Futures                            | M                                           | Ježek                                       | Waber/Ježek                                 | 2. místo |
| 2024   | Brno                                        | Pro Tour Futures                            | W                                           | Hermannová                                  | Hermannová/Štochlová                        | 3. místo |
| 2024   | Brno                                        | Pro Tour Futures                            | W                                           | Štochlová                                   | Hermannová/Štochlová                        | 3. místo |
| 2025   | Yucatan                                     | Pro Tour Challenger                         | M                                           | Perušič                                     | Perušič/Schweiner                           | 1. místo |
| 2025   | Yucatan                                     | Pro Tour Challenger                         | M                                           | Schweiner                                   | Perušič/Schweiner                           | 1. místo |
| 2025   | Madrid                                      | Pro Tour Future                             | M                                           | Trousil                                     | Trousil/Džavoronok M.                       | 1. místo |
| 2025   | Madrid                                      | Pro Tour Future                             | M                                           | Džavoronok M.                               | Trousil/Džavoronok M.                       | 1. místo |
| 2025   | Praha                                       | Pro Tour Future                             | W                                           | Pavelková A.                                | Pavelková A./Pavelková K.                   | 1. místo |
| 2025   | Praha                                       | Pro Tour Future                             | W                                           | Pavelková K.                                | Pavelková A./Pavelková K.                   | 1. místo |
| 2025   | Alanya                                      | Pro Tour Challenger                         | M                                           | Perušič                                     | Perušič/Schweiner                           | 1. místo |
| 2025   | Alanya                                      | Pro Tour Challenger                         | M                                           | Schweiner                                   | Perušič/Schweiner                           | 1. místo |
| 2025   | Messina                                     | Pro Tour Future                             | W                                           | Maixnerová Ma.                              | Maixnerová/Neuschaeferová                   | 1. místo |
| 2025   | Messina                                     | Pro Tour Future                             | W                                           | Neuschaeferová                              | Maixnerová/Neuschaeferová                   | 1. místo |
| 2025   | Cervia                                      | Pro Tour Future                             | W                                           | Pavelková A.                                | Pavelková A./Pavelková K.                   | 2. místo |
| 2025   | Cervia                                      | Pro Tour Future                             | W                                           | Pavelková K.                                | Pavelková A./Pavelková K.                   | 2. místo |
| 2025   | Praha                                       | Pro Tour Future                             | W                                           | Svozilová                                   | Svozilová/Štochlová                         | 2. místo |
| 2025   | Praha                                       | Pro Tour Future                             | W                                           | Štochlová                                   | Svozilová/Štochlová                         | 2. místo |
| 2025   | Praha                                       | Pro Tour Future                             | M                                           | Šépka                                       | Šépka/Sedlák                                | 2. místo |
| 2025   | Praha                                       | Pro Tour Future                             | M                                           | Sedlák                                      | Šépka/Sedlák                                | 2. místo |
| 2025   | Spiez                                       | Pro Tour Future                             | M                                           | Trousil                                     | Trousil/Džavoronok M.                       | 3. místo |
| 2025   | Spiez                                       | Pro Tour Future                             | M                                           | Džavoronok M.                               | Trousil/Džavoronok M.                       | 3. místo |
| 2025   | Ostrava                                     | Pro Tour Elite                              | M                                           | Perušič                                     | Perušič/Schweiner                           | 3. místo |
| 2025   | Ostrava                                     | Pro Tour Elite                              | M                                           | Schweiner                                   | Perušič/Schweiner                           | 3. místo |
| 2025   | Praha                                       | Pro Tour Future                             | W                                           | Maixnerová Ma.                              | Maixnerová/Neuschaeferová                   | 3. místo |
| 2025   | Praha                                       | Pro Tour Future                             | W                                           | Neuschaeferová                              | Maixnerová/Neuschaeferová                   | 3. místo |
| 2025   | Praha                                       | Pro Tour Future                             | M                                           | Trousil                                     | Trousil/Džavoronok Ma.                      | 3. místo |
| 2025   | Praha                                       | Pro Tour Future                             | M                                           | Džavoronok M.                               | Trousil/Džavoronok Ma.                      | 3. místo |
| 2025   | Messina                                     | Pro Tour Future                             | W                                           | Pavelková A.                                | Pavelková A./Pavelková K.                   | 3. místo |
| 2025   | Messina                                     | Pro Tour Future                             | W                                           | Pavelková K.                                | Pavelková A./Pavelková K.                   | 3. místo |
| 2025   | Baden                                       | ME U22                                      | W                                           | Pavelková A.                                | Pavelková A./Pavelková K.                   | 2. místo |
| 2025   | Baden                                       | ME U22                                      | W                                           | Pavelková K.                                | Pavelková A./Pavelková K.                   | 2. místo |
| 2025   | Montreal                                    | Elite                                       | M                                           | Perušič                                     | Perušič/Schweiner                           | 3. místo |
| 2025   | Montreal                                    | Elite                                       | M                                           | Schweiner                                   | Perušič/Schweiner                           | 3. místo |
| 2025   | Busan Gwangalli                             | Future                                      | W                                           | Pospíšilová                                 | Pospíšilová/Resová-Mokrá                    | 3. místo |
| 2025   | Busan Gwangalli                             | Future                                      | W                                           | Resová-Mokrá                                | Pospíšilová/Resová-Mokrá                    | 3. místo |
| Celkem | Počet medailí – 164 · – 62× · – 54× · – 48× | Počet medailí – 164 · – 62× · – 54× · – 48× | Počet medailí – 164 · – 62× · – 54× · – 48× | Počet medailí – 164 · – 62× · – 54× · – 48× |                                             |          |